# Mina (cantante)
Mina Anna Mazzini, nota come Mina (Busto Arsizio, 25 marzo 1940) è una cantante, produttrice discografica, conduttrice televisiva e attrice italiana naturalizzata svizzera.
Soprannominata La tigre di Cremona, è considerata una delle più 
grandi interpreti nella storia della musica italiana.
È nota per le qualità vocali e per essere stata protagonista negli anni sessanta e settanta in numerosi spettacoli televisivi diffusi dalla Rai. La sua vocalità è caratterizzata da grande ampiezza ed estensione, capace di coniugare la potenza canora con la duttilità, ed è sostenuta da una tecnica saldissima; Mina si distingue anche per le doti interpretative e l'eclettismo, che l'hanno portata ad affrontare con successo generi musicali spesso lontani tra loro.
In costante attività dal 1958, con oltre 150 milioni di album venduti, è l'artista musicale italiana con più dischi venduti nel mondo. Durante la sua carriera Mina ha interpretato più di 1 500 brani, ottenendo primati e ricevendo premi e riconoscimenti, con due partecipazioni al Festival di Sanremo, tre alla Mostra internazionale di musica leggera, una Targa Tenco e l'assegnazione dell'onorificenza di Grande ufficiale al merito della Repubblica italiana. Sulla scena internazionale ha raccolto il plauso di artisti quali Frank Sinatra, Louis Armstrong, Antony and the Johnsons, Mónica Naranjo, Liza Minnelli, Céline Dion, Luciano Pavarotti, Plácido Domingo e Sarah Vaughan.

## Biografia

### Infanzia e adolescenza

Una diciannovenne Mina nella sua casa a Cremona nel 1959

Mina Mazzini nasce a Busto Arsizio il 25 marzo 1940, in un periodo in cui la famiglia viveva temporaneamente nell'Altomilanese bustocco, da Giacomo Mazzini, detto Mino, e Regina Zoni; nel 1943, quando Mina ha tre anni, fanno ritorno a Cremona. Poco tempo dopo il trasferimento nasce Alfredo, fratello minore di Mina che, come la sorella, intraprenderà la carriera di cantante con lo pseudonimo "Geronimo", ma che morirà in un incidente stradale nel 1965, a ventidue anni.
All'età di tredici anni, il padre la iscrive alla Canottieri Baldesio, società sportiva frequentata dalla borghesia cremonese. Diventa una discreta nuotatrice, partecipa a diverse gare e in una competizione regionale si classifica seconda. Proprio sul bordo della piscina, intorno ai sedici anni, conosce il suo primo fidanzato, Daniele Parolini, terzino della Cremonese, che diventerà poi cronista sportivo al Corriere della Sera.
A infonderle l'amore per la musica è sua nonna Amelia, cantante lirica, che insiste affinché prenda lezioni di pianoforte, ma l'approccio allo studio di uno strumento non è fatto per lei. Dopo aver concluso le scuole medie presso il collegio di suore della Beata Vergine, inizia a frequentare l'istituto tecnico commerciale "Eugenio Beltrami" di Cremona, ma tale indirizzo non risponde alle sue inclinazioni e alla fine del quarto anno lascia la scuola, volgendosi a ciò che più la appassiona. Ha altri interessi, ama leggere, soprattutto libri di fantascienza, ma cantare è ciò a cui si dedica con più slancio e passione. Si esibisce già a scuola, su richiesta dei compagni, nei momenti di ricreazione.

### Gli anni cinquanta

#### Gli esordi alla Bussola e con gli "Happy Boys"

Mina con Nino Donzelli

Una notte dell'estate del 1958, quando la famiglia Mazzini si trova per le vacanze a Forte dei Marmi, gli amici di Mina la sfidano a salire sul palco della Bussola di Marina di Pietrasanta, dopo che l'orchestra di Don Marino Barreto Junior ha finito di suonare. Lei accetta, si fa dare il microfono dallo stesso Barreto e si esibisce senza alcun imbarazzo. Il proprietario del locale, Sergio Bernardini, nelle sere successive dovrà frenarla dal salire continuamente sul palco per cantare.
Nel 1958 è descritta come una ragazza solitaria, tranquilla e allo stesso tempo irrequieta, sensibile e piena di un entusiasmo che cela una profonda timidezza. È dotata di una voce e di una musicalità fuori dal comune, coltivate dall'ascolto di cantanti americani quali Frank Sinatra, Sarah Vaughan, Ella Fitzgerald ed Elvis Presley e di una gestualità stravagante che si accompagna all'innato senso del ritmo.
In quegli anni a Cremona è presente un gruppo musicale che sta riscuotendo un certo successo: gli "Happy Boys". La band, fondata nel 1949 da Nino Donzelli, di cui fanno parte anche il fratello Renzo alla chitarra, il pianista Giorgio Levi, il cantante-bassista Giacomo "Micio" Masseroli e il batterista Fausto Coelli, diventa ben presto famosa nelle balere del cremonese, nonché a Mantova, Parma e Piacenza. In un afoso pomeriggio di fine agosto del 1958, il giorno dopo aver assistito a una loro esibizione al Circolo Filodrammatici di Cremona, e dopo una sola settimana dalla sua prima improvvisata esibizione alla Bussola, Mina si reca a casa di Nino e Renzo Donzelli, proponendosi come cantante. Una rapidissima dimostrazione delle proprie doti vocali e i fratelli la accolgono subito nel gruppo, che aveva già in programma varie serate nelle balere della zona per i giorni successivi. Desiderosa di parteciparvi, prova per tutta la settimana e fa la sua prima apparizione con gli Happy Boys il 14 settembre del 1958 a Croce Santo Spirito, una frazione di Castelvetro Piacentino. Viene presentata con il nome di "Mina Georgi" e il pubblico ne rimane entusiasta.
Il debutto vero e proprio avviene tuttavia qualche giorno più tardi, il 23 settembre 1958, a Rivarolo del Re, comune del cremonese: gli Happy Boys devono esibirsi alla serata finale della rassegna insieme a due cantanti famosi in quel periodo, Natalino Otto e Flo Sandon's, interpreti di molti successi e reduci da una partecipazione al Festival di Sanremo. L'esibizione di Mina è coinvolgente, a tal punto che il pubblico chiede a gran voce il bis. Tra gli organizzatori, se pur soddisfatti, c'è un certo imbarazzo, poiché il bis era previsto per Natalino Otto e Flo Sandon's, i quali se ne vanno un po' risentiti.
Alcuni anni dopo, Flo Sandon's, trovandosi ospite a Canzonissima e ricordando l'episodio con lei, allora presentatrice della trasmissione, ammise pubblicamente: «Quella volta tu, Mina, mi hai rovinato la serata». La stessa Mina ha ricordato quella prima volta a Rivarolo sul quotidiano La Stampa del 22 settembre 2008:
(Mina)
 e sul settimanale Vanity Fair del 5 ottobre 2011, ricordando Flo Sandon's scrisse:
(Mina)
Gli Happy Boys sono entusiasti di Mina e Nino Donzelli invita il titolare della Italdisc, Davide Matalon, ad assistere all'esibizione successiva prevista a Casteldidone.

#### "Baby Gate" e la Mina urlatrice

Mina e Davide Matalon (il suo primo discografico)

Davide Matalon all'inizio è un po' titubante, ma viene convinto dal suo consulente musicale Giulio Libano che, dopo aver ascoltato Mina, ne rimane colpito molto favorevolmente. Le fa quindi incidere quattro canzoni: Be Bop a Lula e When con l'etichetta Broadway e con il nome d'arte "Baby Gate"; Non partir e Malatia con l'etichetta Italdisc e il nome reale Mina. In attesa di capire quale delle due immagini artistiche avrebbe avuto maggior successo di pubblico, in questa primissima fase della carriera, Mina e il suo alter ego Baby Gate convivono sul mercato.
Per saggiarne le potenzialità, Matalon la fa partecipare alla Sei giorni della canzone, competizione canora milanese ripresa dalla televisione. Il 1º dicembre 1958, con il brano Proteggimi, Mina partecipa alla serata inaugurale al Teatro Smeraldo. Il presentatore è Corrado e l'ospite d'onore Mike Bongiorno. Arriva seconda (alle spalle di Wera Nepy con Chiamami autunno) e ottiene un successo travolgente.
Matalon offre agli Happy Boys l'opportunità di una tournée in Turchia, ma i genitori di Mina si oppongono; soprattutto il padre non vuole che la figlia abbandoni definitivamente la scuola. Anche Fausto Coelli decide di non partire per ragioni familiari. Rimasti a Cremona, Mina e Fausto decidono di formare un nuovo gruppo e, insieme a Lino Pavesi al sax, Lamberto "Memo" Fieschi al piano, Ermanno Scolari al contrabbasso ed Enrico Grossi alla chitarra, fondano "I Solitari".

Mina e il padre Giacomo Mazzini, con il quale la cantante fonderà la propria casa discografica, la PDU nel 1967, a Lugano

Il nuovo complesso debutta l'11 gennaio 1959 nella tavernetta dell'Hotel Continental di Cremona e, forte della crescente popolarità di Mina, riceve subito una serie di richieste dai locali della zona, ma anche da fuori provincia, come il night club El Maroco di Milano e l'Hotel Moresco di Ischia. Nel frattempo i due dischi di Mina editi dalla Italdisc superano tutte le aspettative e, in un'epoca in cui vendere 70 000 copie è un'impresa, i due 45 giri superano separatamente la quota di 100 000. Matalon le fa firmare un contratto di tre anni, fino al 1961, con l'impegno di incidere entro l'anno due 45 giri, ossia 4 canzoni. Come di consueto allora, i pezzi da incidere sono scelti tra le canzoni del Festival di Sanremo di quell'anno. La scelta cade su Nessuno, un brano melodico cantato da Wilma De Angelis. Mina, con grande verve, ne stravolge la linearità cantandola in maniera sincopata e in fortissimo. La prima interpretazione pubblica di Nessuno nella nuova versione avviene poco tempo dopo a una nuova edizione della Sei giorni della canzone, in un affollatissimo Palazzo del Ghiaccio di Milano.
Matalon trova finalmente uno spazio in televisione per un suo artista, grazie all'interesse suscitato da Mina, che debutta alla Rai il 1º marzo 1959, nella seguitissima trasmissione Lascia o raddoppia? condotta da Mike Bongiorno, sempre con il brano Nessuno.
Proprio in quegli anni vanno affermandosi giovani cantanti, come Adriano Celentano, Tony Dallara, Giorgio Gaber, Betty Curtis, Joe Sentieri, Little Tony e altri, che propongono in italiano un nuovo genere proveniente dagli Stati Uniti: il rock and roll. La stampa conia per loro il termine di urlatori. Il 4 aprile 1959 Mina viene chiamata a partecipare a una puntata de Il Musichiere di Mario Riva dedicata agli urlatori: al centro della scena un juke-box dal cui retro escono i cantanti; Mina canta ancora una volta il suo successo del momento, Nessuno.
L'ultimo 45 giri inciso come Baby Gate è Splish Splash, presentato il 29 agosto 1959 nel programma Buone vacanze. Successivamente lo pseudonimo viene abbandonato, vista l'esplosione del fenomeno-Mina. Con Nessuno partecipa anche a Canzonissima 1959, condotta da Delia Scala, Paolo Panelli e Nino Manfredi, in cui duetta tra gli altri con Wilma De Angelis, interprete originale della canzone, e successivamente con Tonina Torrielli nel brano Tua, presentato al Sanremo di quell'anno da Jula de Palma e dalla stessa Torrielli. Sempre nel 1959 arrivano i primi riconoscimenti: il "Juke Box d'oro" e il "Microfono d'oro".

### Gli anni sessanta

#### La "Tigre di Cremona"
Il 16 gennaio 1960, con Tintarella di luna, canzone scritta da Franco Migliacci e Bruno De Filippi, Mina raggiunge per la prima volta la prima posizione in hit-parade: il brano, dopo aver ottenuto un grandissimo successo anche all'estero, diventa un vero e proprio simbolo dell'epoca, e viene inserito nei film Urlatori alla sbarra e Juke box - Urli d'amore, tra i primi esempi di musicarelli. Presto le viene attribuito il soprannome con cui ancora oggi è nota anche fuori dai confini nazionali, "La tigre di Cremona"; leggenda vuole che il soprannome sia stato coniato per lei dalla conterranea giornalista e amica Natalia Aspesi, che però ha smentito.

Mina a Sanremo nel 1960 con la canzone Non sei felice

Nel 1960 partecipa alla decima edizione del Festival di Sanremo: il 28 gennaio presenta Non sei felice in doppia esecuzione con Betty Curtis; il 29 gennaio È vero in doppia esecuzione con Teddy Reno. Il 30 gennaio si ripresenta con È vero. La canzone si classifica al settimo posto, ma per Mina è comunque un successo: per la richiesta dei suoi dischi, la Italdisc è costretta alla pubblicazione di due o tre nuovi 45 giri al mese. Nello stesso anno è tra i protagonisti del film Urlatori alla sbarra, insieme ad Adriano Celentano, Brunetta, Chet Baker, Joe Sentieri e altri ancora.
In seguito esce Il cielo in una stanza, brano scritto da Gino Paoli e arrangiato da Tony De Vita, che il 15 ottobre 1960 raggiunge la prima posizione, mantenuta per 14 settimane, e diventa il 45 giri più venduto dell'anno, sfiorando nel tempo i 2 milioni di copie vendute: entrerà in classifica anche in Spagna (Cielo en casa) e negli Stati Uniti (The World We Love in), dove raggiungerà la posizione numero 90 di Billboard. Il cielo in una stanza rimane in assoluto uno dei suoi massimi successi e può considerarsi una prima evoluzione nella carriera di Mina, che da urlatrice scanzonata (contemporaneamente usciva Una zebra a pois) si rivela anche interprete sensibile e raffinata della canzone d'autore.
Partecipa come ospite fissa alle sei puntate del programma televisivo Sentimentale, dove presenta la già citata Una zebra a pois e Briciole di baci. Inoltre ritorna a Canzonissima, dove nel corso delle varie puntate propone alcune tra le sue incisioni più recenti (Tintarella di luna, Il cielo in una stanza, Folle banderuola ed È vero, in duetto con Umberto Bindi), unitamente a brani come Na sera 'e Maggio (con cui giunge alla finale), O Sarracino, Ma l'amore no e Violino tzigano (in duetto con Marino Marini); interpreta anche la sigla finale Due note.
Mina è oramai famosa e in questo periodo inizia a conoscere anche i lati negativi della troppa notorietà, primo su tutti l'interesse spesso assillante da parte della stampa, alla continua ricerca di relazioni sentimentali e flirt, per lo più inventati, che possano scandalizzare. In questi anni e in quelli a venire, sarà uno dei personaggi più fotografati e richiesti dai giornalisti. Il settimanale TV Sorrisi e Canzoni le dedica un gran numero di copertine: dalla prima nel 1959, alla più recente nel 2020, in occasione del suo ottantesimo compleanno.

#### 1961: la seconda (e ultima) partecipazione al Festival di Sanremo

Sanremo 1961: Mina mentre canta Le mille bolle blu

Nel 1961 è in gara al Festival di Sanremo e in questa occasione ha luogo un atteggiamento inconsueto da parte della stampa e degli organi di comunicazione in generale, che la danno subito per vincente, adulandola, forse al fine di aumentare l'interesse verso l'evento musicale. Il 26 gennaio si esibisce con Io amo tu ami in doppia esecuzione con Nelly Fioramonti. Da sempre molto incline a tonsilliti, il 27 gennaio, con un'infiammazione alla gola, presenta Le mille bolle blu, in doppia esecuzione con Jenny Luna. La canzone risulta però troppo moderna per il pubblico sanremese, e il suo gesto ormai celebre, quello delle dita che scivolano sulla bocca ad ogni ritornello, viene colto da una parte degli spettatori come uno sberleffo, una mancanza di rispetto nei loro confronti. L'atmosfera si surriscalda quando i giornalisti raccolgono questo malcontento e contrappongono a Mina quella che diventò poi, per qualche tempo, la sua virtuale rivale, Milva. Il 28 gennaio arriva in finale con entrambe le canzoni. Si classifica al quarto posto con Io amo tu ami e al quinto con Le mille bolle blu. Le premesse della vigilia erano ben diverse e per Mina è emotivamente un brutto colpo; la cantante viene colta da crisi di pianto e dichiara di non volere più partecipare a gare canore, Festival di Sanremo compreso. Una promessa fatta a se stessa e sempre mantenuta.
L'esperienza sanremese è una doccia fredda che la cambia profondamente, ma la sua popolarità non viene minimamente intaccata e Le mille bolle blu riscuote un notevole successo di vendite e di ascolti (in quegli anni infatti la misura del successo di un brano era evidenziata anche dalle "gettonature" nei juke-box).
Scrive Indro Montanelli: "Quel demonio di ragazza ce la faceva, anche con le bolle, o malgrado le bolle (...), interpreta alla perfezione il suo tempo, i suoi gusti, i suoi disgusti (...) c'è dentro fino ai capelli (...)".

#### Il successo internazionale
Nell'aprile del 1961, accompagnata dal suo impresario Elio Gigante, parte per la Spagna, dove viene accolta nel migliore dei modi e nel mese di maggio, con al seguito anche il maestro Bruno Canfora, intraprende un tour in Giappone. Nel paese del Sol levante, infatti, canzoni come Tintarella di luna e Il cielo in una stanza sono già popolarissime. Per l'occasione Canfora compone la hit Anata to watashi (Tu ed io), che Mina interpreta in giapponese insieme ad altri successi. In agosto debutta a Caracas, dove partecipa al popolarissimo Renny show sul Canale 2 della TV venezuelana: anche qui riscuote un successo clamoroso.

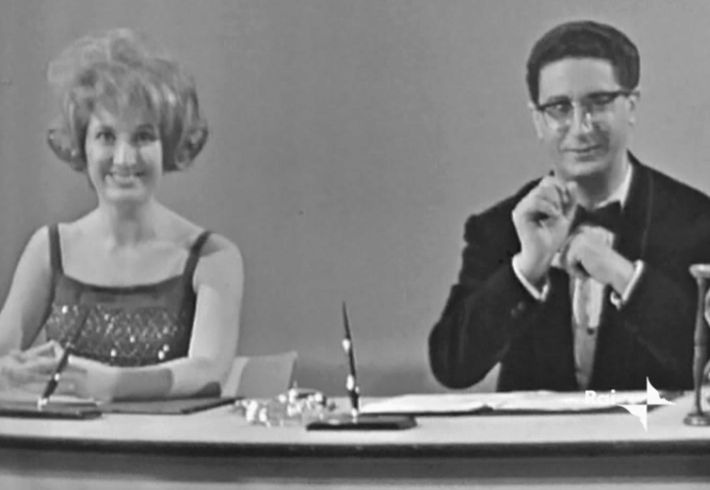
Mina con Antonio Virgilio Savona (componente e leader del Quartetto Cetra) nel 1961

Il rientro in Italia coincide con la messa in onda del programma TV Studio Uno, per la regia di Antonello Falqui, inaugurando anche il Secondo Programma (l'attuale Rai 2: nel 1981 la stessa Mina interverrà brevemente durante la rubrica del TG2 Spazio Sette, in occasione del ventennale del Secondo Programma,): non è previsto un vero e proprio conduttore, ma vari personaggi che si avvicendano di volta in volta, come Don Lurio, il Quartetto Cetra, Sandra Mondaini e le Gemelle Kessler. Mina si esibisce alternando brani del suo recente repertorio (Anata to watashi, Bum, ahi! Che colpo di luna di Lelio Luttazzi, Chi sarà, Sciummo, Moliendo café, Cubetti di ghiaccio, Un tale, Giochi d'ombre, ecc.) a fantasie musicali "a tema" (come la canzone napoletana) o dedicate a un singolo autore, come George Gershwin, del quale incide su disco una versione di Summertime dopo averla accennata in trasmissione. Molte delle canzoni presentate a Studio Uno vengono incise nell'LP Moliendo café del 1962.
Agli inizi del 1962 Mina torna di nuovo in Spagna, dove appare anche in alcuni programmi televisivi. Subito dopo si reca in Francia, dove si esibisce con successo nel tempio francese della musica: il Teatro Olympia di Parigi. Gerhard Mendelson, produttore dell'etichetta discografica Polydor, le propone l'incisione di alcuni brani per il mercato tedesco: la cantante accetta, inaugurando una felice collaborazione col maestro Werner Scharfenberger. Insieme registrano a Vienna Wenn du an Wunder glaubst (versione tedesca de Il cielo in una stanza) e Heißer Sand, primo di una lunga serie di brani scritti per lei proprio dal maestro. Sempre a Vienna, Mina registra un varietà televisivo incentrato su di lei; ad affiancarla uno dei più popolari cantanti tedeschi dell'epoca, Peter Kraus, del quale Mina interpreta per l'occasione alcuni brani. Il 12 marzo 1962 appare anche alla tv tedesca nel programma Herzlichst Ihr Peter Kraus, dove presenta Heißer Sand. 
Gli elogi per la sua voce sono numerosi e in soli dieci giorni il disco vende 40 000 copie, attestandosi poi, grazie alle cospicue vendite, al primo posto delle classifiche tedesche, mantenendone il vertice per nove settimane. Il successo di Heißer Sand porta alla realizzazione di numerose altre incisioni per il mercato tedesco e sempre in Germania, entrano in classifica nel 1962 Fiesta brasiliana e Tabu, seguite nel 1963 da Capitano, Mister twist, Bis zum nächsten Mal, Ja, die Liebe lebe hoch e Fremdes Land. Fiesta brasiliana viene anche inserita nel film Das haben die Mädchen gern, sempre con Peter Kraus.
Nel frattempo ritorna al vertice dell'hit-parade italiana con Renato, del sudamericano Alberto Cortez. Sul retro del 45 giri c'è Eclisse twist, colonna sonora del film L'eclisse di Michelangelo Antonioni (che segue scrupolosamente la realizzazione del brano). Contemporaneamente Mina, in veste di attrice, recita in Appuntamento in Riviera, film sulla falsariga del precedente Appuntamento ad Ischia, che riesce a ripeterne il grande successo. Nello stesso periodo vanno in onda i caroselli registrati per l'Industria Italiana della Birra, in cui Mina veste i panni di celebri attrici: Marilyn Monroe, Rita Hayworth, Judy Garland, Joséphine Baker, Anna Magnani, e altre.

Mina e Corrado Pani nel camerino di un teatro (1963)

Nel maggio del 1962 debutta a Buenos Aires, suscitando anche in questa occasione grande entusiasmo, mentre nel mese di luglio, da un referendum svoltosi tra gli appassionati di musica leggera in Germania, Austria e Svizzera tedesca, Mina risulta la cantante più popolare; quasi certamente è la cantante più pagata del momento in Europa. Il 5 agosto 1962 partecipa al programma di Antonello Falqui Eva ed io, dove propone il nuovo 45 giri Chihuahua, che confluisce insieme ad altri nel quinto LP Italdisc, intitolato Renato. Il 30 settembre si esibisce nel programma tv Alta pressione, in cui presenta il fratello Alfredo che canta La gente ci guarda. Il 12 ottobre va nuovamente in onda Canzonissima e Mina partecipa a quattro delle dodici puntate, giungendo alla finale del 6 gennaio 1963 con Il cielo in una stanza. Inoltre Mina canta (senza apparire) la sigla finale Stringimi forte i polsi, scritta tra gli altri da Dario Fo, che con Franca Rame sarà sospeso dalla conduzione del programma per i forti toni della sua satira politica, e sostituito da Tino Buazzelli e Sandra Mondaini.

#### La maternità e l'accanimento mediatico
Il 18 aprile 1963, alla Clinica Mangiagalli a Milano, nasce il suo primo figlio Massimiliano, concepito in seguito all'unione con Corrado Pani, a quell'epoca ancora sposato con l'attrice Renata Monteduro. La maternità causa a Mina l'allontanamento dalla Televisione di Stato, mentre una parte della stampa la addita come peccatrice pubblica per la sua relazione illecita. Il pubblico le dimostra comunque affetto e, quando riappare alla Bussola di Focette in Versilia in alcuni concerti nell'agosto di quello stesso anno, l'accoglienza per Mina è calorosissima e il successo supera ogni aspettativa. Durante tutto il 1963 le uniche apparizioni della cantante sul piccolo schermo sono alcuni caroselli dell'Industria Italiana della Birra girati alla fine del 1962 e messi in onda da aprile ad agosto. Nove anni dopo Mina ricorderà questo periodo in un'intervista su Playboy:
(Mina)
Oltre alla mera nota biografica, la vicenda di Mina contribuisce a una vera e propria evoluzione nel costume italiano: di fatto il pubblico non manca di esprimere la propria solidarietà, chiedendo e aspettando il suo ritorno alle scene. A tal proposito, ancora Mina su Playboy:
(Mina)

Mina e Augusto Martelli arrangiatore di numerosi brani della cantante dal 1964 al 1971

Dopo il successo estivo di Stessa spiaggia, stesso mare (incisa anche da Piero Focaccia), nell'ottobre 1963 la Italdisc pubblica un omonimo album e un 45 giri contenente un twist dal titolo Vulcano, ma Mina è già passata alla Ri-Fi, fino ad allora media etichetta discografica, nonché l'unica a darle fiducia in questo periodo di ostracismo. Nel dicembre 1963 esce un disco tris composto da Città vuota/È inutile/Valentino vale: il 45 giri, grazie a Città vuota, una delle sue più celebri canzoni, scala immediatamente la hit-parade arrivando alla posizione numero 1 nell'aprile dell'anno successivo. Dopo la nascita di Massimiliano, la relazione con Pani entra in crisi, come lui stesso ricorda: «Era fatale che finisse così, io lavoravo molto, lei quasi più di me. Eravamo costretti a vederci raramente. Il momento magico si era spento. Mina inoltre, aveva conosciuto Martelli, così io mi ritirai». Con Augusto Martelli Mina vivrà fino alla fine degli anni sessanta.

#### Il periodo Ri-Fi e il ritorno in televisione
Il 10 gennaio 1964 Mina ritorna in televisione nel programma di Mike Bongiorno La fiera dei sogni, dove presenta Città vuota ed È inutile. Tre mesi dopo partecipa nuovamente al programma lanciando È l'uomo per me, con cui riconferma la sua leadership in hit-parade, rimanendo al primo posto per 9 settimane. 
Il 2 maggio la Rai manda in onda Alla ribalta 2 - Speciale per Mina, dove la cantante propone Prendi una matita, Munasterio 'e Santa Chiara ed È l'uomo per me. Esegue poi una fantasia di successi di Gigliola Cinquetti, Rita Pavone e Ornella Vanoni, le colleghe più popolari del momento. Allo show partecipano ospiti come Adriano Celentano, Johnny Dorelli, Gorni Kramer, Lelio Luttazzi, Ugo Tognazzi e altri. Alla fine del mese esce il nuovo 45 giri Un buco nella sabbia, un brano a tematica balneare, che ricalca lo stile della Mina prima maniera e che ottiene un notevole successo in Giappone: Suna ni kieta namida, la versione in lingua, giunge al primo posto in classifica. Alla fine dell'anno Mina viene eletta "migliore artista internazionale" proprio in Giappone.

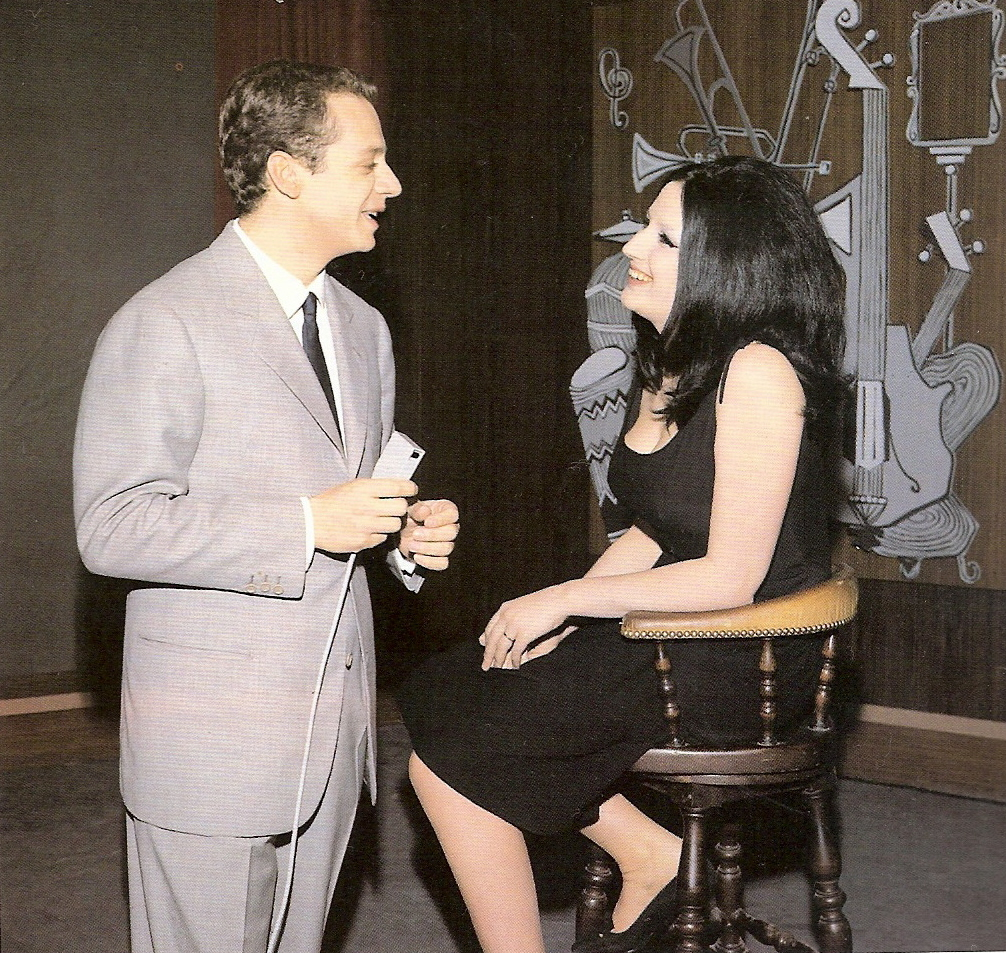
Mina e Johnny Dorelli durante la trasmissione Johnny 7 (1964)

Un buco nella sabbia viene cantato dal vivo assieme a È l'uomo per me nel programma di fine estate Teatro 10, diretto da Antonello Falqui e con Lelio Luttazzi. Gli applausi scroscianti del Teatro delle Vittorie dimostrano l'affetto e il sostegno del pubblico nei confronti di Mina, ormai definitivamente riesplosa dopo lo "scandalo". La cantante si esibisce seduta al pianoforte accanto a Luttazzi, in una fantasia di canzoni scritte dal musicista triestino: alcune come Bum, ahi che colpo di luna, Sentimentale e Una zebra a pois, portate al successo proprio da Mina qualche anno prima.
Nel settembre 1964 Mina si esibisce per la prima volta in Canada grazie al cantante fiorentino Narciso Parigi, amico di Johnny Lombardi, organizzatore di eventi musicali importanti.
Esce inoltre il primo album per la Ri-Fi, intitolato Mina e quasi interamente composto da cover straniere: gli unici due brani in italiano sono E se domani e Non illuderti. E se domani era stato presentato da Fausto Cigliano e Gene Pitney al Festival di Sanremo di quell'anno, con un buon successo di pubblico e di critica, ma senza arrivare in finale; Carlo Alberto Rossi, autore ed editore del brano, convince Mina a recuperarlo e inserirlo nel suo album, di cui rimane uno dei brani di punta. Mina viene eletto "migliore album dell'anno" dalla critica specializzata, riconoscimento che vale alla cantante l'"Oscar del disco '64". E se domani viene in seguito ricantato e proposto come retro di due singoli: Un anno d'amore, uscito alla fine del 1964, e Brava (1965). 
Il 45 giri Un anno d'amore costituisce il suo personale record di permanenza in classifica con tredici settimane consecutive al numero 1 dell'hit-parade, successo probabilmente dovuto all'accoppiata su un unico supporto di due delle sue canzoni più apprezzate. In settembre esce un 45 giri che comprende le canzoni Io sono quel che sono e Tu farai, presentate nel programma TV Il macchiettaro.

#### Studio UnoeSabato sera

Mina e Alberto Sordi a Studio Uno nel celebre duetto (1966)

Nel 1965 Antonello Falqui riporta Mina in TV come conduttrice di Studio Uno. La formula è più o meno la stessa precedentemente utilizzata: in ogni puntata Mina esegue brani del proprio repertorio come Brava (un divertissement ideato dal maestro Bruno Canfora per evidenziare le sue doti di agilità ed estensione vocale), e fantasie musicali a tema, per esempio tratte dall'ultimo Festival di Sanremo, di cui incise su 45 giri Se piangi, se ridi di Bobby Solo, canzone vincitrice. Nella rubrica L'uomo per me, Mina ospita Nino Manfredi, Vittorio Gassman, Totò, Walter Chiari, Alberto Sordi, Amedeo Nazzari, Marcello Mastroianni, Ugo Tognazzi, Enrico Maria Salerno, Peppino De Filippo, Adriano Celentano, Rossano Brazzi, duettando e interpretando divertenti sketch, da allora continuamente riproposti dalla Rai. Al termine del programma, il cast al completo, composto da Luciano Salce, le Gemelle Kessler, Paolo Panelli, Milly e Mina, propone una fantasia musicale abbinata a un quiz settimanale; la sigla finale cantata da Mina è Soli, di Antonio Amurri e di Bruno Canfora, direttore d'orchestra di questa e delle successive edizioni del programma. Viene pubblicato l'album Studio Uno, una raccolta dei suoi singoli di maggior successo nel biennio '64/'65 (eccetto il successivo Ora o mai più): l'LP risulterà il più venduto dell'anno.
Inoltre, a partire da quell'anno, la cantante inizia a girare numerosi caroselli anche per la Barilla, diretta da registi come Piero Gherardi e Valerio Zurlini: gli spot realizzati sono in tutto una sessantina e vengono girati fino alla fine del 1970. Molti anni dopo saranno riproposti in VHS e DVD, dato l'immutato interesse per il personaggio, per la bellezza dei costumi, delle location e delle canzoni presentate. A luglio del 1965 Mina partecipa alla Mostra Internazionale di Musica Leggera di Venezia con la sua canzone per l'estate L'ultima occasione, già cantata da Tony Del Monaco (che l'aveva scritta assieme a Jimmy Fontana), e in seguito ripresa da Tom Jones. In autunno partecipa a due puntate de La prova del nove, dove fra l'altro ripropone il successo Due note, arrangiato dal maestro Gianni Ferrio. La sigla finale de La prova del nove è la già citata Ora o mai più, ennesimo 45 giri che raggiunge i vertici della hit-parade. Viene anche incluso come brano d'apertura nella raccolta Mina & Gaber: un'ora con loro, realizzata dalla Ri-Fi con le incisioni più recenti dei due artisti, all'epoca compagni di scuderia.

Mina nel 1970

Il 1966 si apre con la pubblicazione di un 45 giri che comprende due delle canzoni partecipanti a Sanremo di quell'anno: Una casa in cima al mondo (presentata da Pino Donaggio e Claudio Villa) e Se tu non fossi qui (di Carlo Alberto Rossi e Marisa Terzi, presentata da Peppino Gagliardi e Pat Boone). Come ormai d'abitudine, Mina recupera i brani "festivalieri" che le sembrano più adatti, facendoli divenire successi personali. Dopo il successo dell'anno precedente, nel 1966 Mina viene riconfermata come conduttrice di Studio Uno. Inizialmente lo show prevede dodici puntate, tutte con Mina. Ma la cantante non sembra intenzionata ad assumere impegni per un tempo così lungo; pertanto la trasmissione viene divisa in quattro cicli di cinque puntate ciascuno. Ogni ciclo viene affidato a una primadonna diversa: nei primi tre appaiono rispettivamente Sandra Milo, Ornella Vanoni e Rita Pavone; nell'ultimo è la volta di Mina. L'accoglienza è talmente entusiastica che si decide per i programmi successivi di scegliere unicamente Mina. In ogni puntata la cantante è in compagnia di un ospite d'onore con cui duettare solamente, come Gilbert Bécaud o Romolo Valli, oppure di personaggi comici destinati anche a farle da spalla, come Paolo Panelli, Totò, Alberto Sordi, con i quali vengono messi in atto momenti comici, diventati poi spezzoni cult della televisione italiana. Ritornano inoltre le fantasie musicali, che quell'anno sono dedicate a Giovanni D'Anzi, Carlo Alberto Rossi, Gorni Kramer, Armando Trovajoli, e Bruno Canfora. Anche in questa nuova edizione di Studio Uno, Mina lancia le sue più recenti incisioni: nella prima puntata si presenta con Sono qui per te, scritta da Lina Wertmüller, coautrice del programma, e prosegue con la celeberrima Se telefonando, scritta da Maurizio Costanzo e Ghigo De Chiara su musica di Ennio Morricone. Stranamente Se telefonando si fermerà all'ottavo posto in classifica, dove rimase per venti settimane, diventando però nel tempo un vero e proprio evergreen e una delle canzoni italiane più note in assoluto, votata come la preferita tra le tante interpretate dalla cantante da un pubblico partecipante a un sondaggio web nel 2010.

Mina fu la prima artista in Italia a indossare la minigonna in spettacoli televisivi e nei concerti, qui durante il programma televisivo Doppia coppia (1970)

Nella seconda puntata Mina presenta Ta-ra-ta-ta, mentre nell'ultima (all'interno dello spazio dedicato ad Alberto Sordi) canta Breve amore (You Never Told Me), colonna sonora scritta da Piero Piccioni e dallo stesso Sordi per il film Fumo di Londra. Lo sketch di Sordi con Mina a Studio Uno '66 è uno dei più replicati della trasmissione nel corso degli anni, assieme a quelli con Totò, ospite d'onore in entrambe le edizioni. Il singolo contenente Ta-ra-ta-ta e Breve amore diviene il 45 giri di Mina più venduto del 1966. La sigla finale del programma è Mai così, scritta da Lina Wertmüller e Bruno Canfora: la canzone che doveva essere pubblicata su 45 giri al posto di Breve amore, viene inserita invece, in una differente versione, nell'album Studio Uno 66, altra raccolta di singoli del periodo.
In estate ritira a Venezia, alla Mostra Internazionale di Musica Leggera, la "Gondola d'oro" per le vendite dell'anno precedente. Esce l'album Mina 2, che per scelta dei brani e stile interpretativo rimanda al precedente Mina. In settembre la cantante lancia un altro dei suoi classici: Sono come tu mi vuoi, sigla della trasmissione radiofonica Gran varietà (alla prima edizione), condotto da Johnny Dorelli con la partecipazione della stessa Mina. Quarant'anni dopo, Sono come tu mi vuoi viene reinterpretata da Irene Grandi. Mi sei scoppiato dentro il cuore, altro brano scritto da Lina Wertmüller e Bruno Canfora, è presentato a Studio Uno, ma esce come singolo solamente nel mese di dicembre.

Mina e Lola Falana a Sabato sera (1967)

Mina a Sabato sera con Enzo Tortora e Nino Benvenuti, che proprio quell'anno aveva vinto il titolo di campione del mondo dei pesi medi (1967)

Nel febbraio 1967 viene pubblicato un altro 45 giri con due canzoni in gara alla diciassettesima edizione del Festival di Sanremo: sul lato A L'immensità, grande successo di Don Backy e Johnny Dorelli, sul lato B Canta ragazzina, sfortunato brano cantato da Bobby Solo e Connie Francis, riproposto nel 2008 come colonna sonora del film Il seme della discordia, su autorizzazione della stessa Mina.
In aprile inizia Sabato sera, riedizione di Studio Uno, diretto da Antonello Falqui. Mina, grazie al consenso di pubblico ottenuto l'anno precedente, è l'unica "padrona di casa", affiancata di volta in volta da un diverso co-conduttore ospite della trasmissione. Gli ospiti fissi del programma sono Lola Falana, Rocky Roberts e Franca Valeri. Di puntata in puntata, invece, si susseguono, tra gli altri, anche Gino Bramieri, Johnny Dorelli, Armando Trovajoli, Paolo Panelli, Bice Valori, Renato Rascel, Rita Pavone, Giancarlo Giannini, Adriano Celentano, Sandra Milo, Giorgio Albertazzi. Tante le canzoni presentate: alcune appena pubblicate (L'immensità, La banda di Chico Buarque de Hollanda, Se c'è una cosa che mi fa impazzire, Se tornasse caso mai, Sabati e domeniche, la sigla finale Conversazione, ecc.), altre nei molti numeri musicali proposti con i vari ospiti. Una delle differenze sostanziali rispetto alle precedenti edizioni (oltre al cast, la scenografia e l'esecuzione dei brani) è l'ambientazione esterna di alcuni momenti pre-registrati del programma. Imperdibile la parentesi musicale in cui Mina si esibisce con Severino Gazzelloni nella Fuga a due voci in do minore di Bach. Inoltre invita i quattro presentatori più popolari della TV italiana di allora, Mike Bongiorno, Corrado, Enzo Tortora e Pippo Baudo a cantare con lei una parodia del brano Quando dico che ti amo. Come di consueto, la Ri-Fi pubblica un nuovo LP intitolato Sabato sera - Studio Uno '67, in cui confluiscono le sue più recenti incisioni su 45 giri, unitamente ad altri inediti incisi appositamente per l'album.

#### Fondazione della PDU a Lugano
La banda, grande successo dell'estate 1967, sarà l'ultimo singolo inciso per la Ri-Fi. Desiderosa di una propria autonomia artistica e progettuale, il 1º dicembre 1967 Mina fonda insieme al padre, a Lugano, la casa discografica PDU, la sola etichetta discografica per la quale da allora ha inciso, cambiando solamente distribuzione.
Il primo disco pubblicato dalla PDU è un 45 giri comprendente sul lato A il brano Trenodia, rilettura del famoso Concerto d'Aranjuez di Joaquín Rodrigo su testo di Giorgio Calabrese, e sul lato B I discorsi, testo firmato dalla stessa Mina su musica di Augusto Martelli, nuovo arrangiatore della cantante. In tre giorni il disco vende 25 000 copie, ma viene subito ritirato dal mercato poiché Joaquín Rodrigo non approva il lavoro di Martelli su Trenodia, vale a dire su Concerto d'Aranjuez: stessa sorte capita alle altre rivisitazioni del brano che in quel periodo erano state pubblicate da Richard Anthony e Fabrizio De André, mentre quella di Dalida (Aranjuez la tua voce) viene invece "risparmiata" dall'autore. Il 45 giri viene allora ristampato mantenendo invariato il lato B I discorsi (scelta come sigla dei nuovi appuntamenti radiofonici con la cantante, i ben noti Pomeriggi con Mina) e inserendo una nuova facciata A, La canzone di Marinella dell'allora sconosciuto Fabrizio De André, che in seguito scriverà:
(Fabrizio De André)

Mina sulla copertina dell'album Dedicato a mio padre del 1967, primo LP pubblicato dalla PDU

I discorsi e La canzone di Marinella confluiscono anche nel primo LP edito dalla PDU e intitolato Dedicato a mio padre: l'album comprende classici come Johnny Guitar, Bésame mucho, That Old Feeling, The Man That Got Away, tratti dal repertorio americano e sudamericano, come negli album Mina (1964) e Mina 2 (1966). Successivamente incide su 45 giri due canzoni presentate a Sanremo '68: sul lato A c'è Canzone per te, brano vincitore di Sergio Endrigo, cantato dall'autore e da Roberto Carlos nella doppia versione; sul lato B si trova Che vale per me di Carlo Alberto Rossi e Marisa Terzi (già autori di Se tu non fossi qui, incisa due anni prima da Mina), eliminata dalla gara nelle versioni di Eartha Kitt e Peppino Gagliardi. Le due canzoni saranno incise anche in spagnolo, all'interno del primo 45 giri esportato in Spagna dalla PDU (Canciòn para ti/De que servirà).
Nel frattempo la Ri-Fi continua a sfruttare materiale d'archivio: nel settembre 1967, a contratto già scaduto, l'etichetta milanese pubblica il 45 giri con gli inediti Tu non mi lascerai e Cartoline, incisi alcuni mesi prima (in realtà Cartoline era stata presentata dalla cantante in uno sketch di Carosello per la Barilla). Altro inedito Ri-Fi è Nel fondo del mio cuore: si tratta della seconda cover di Alberto Cortez nel repertorio della cantante, a cinque anni di distanza da Renato (1962), con testo italiano scritto dalla stessa Mina: il brano viene pubblicato per la prima volta all'interno della raccolta 4 anni di successi, edita poco prima del periodo natalizio a fine 1967, anticipando l'uscita dell'album Dedicato a mio padre. Nel fondo del mio cuore esce su singolo nel febbraio 1968, ottenendo un discreto successo di vendite. Fino al 1969, la Ri-Fi continua a pubblicare altri 45 giri, spesso utilizzando brani precedentemente apparsi solo su album. Si ripete così quanto era già accaduto con la Italdisc, che dal 1964 al 1968 aveva immesso sul mercato una serie di 33 (20 successi di Mina, Mina n. 7, Mina interpretata da Mina, ecc.) e 45 giri (A volte, Rhapsodie, Il cielo in una stanza, Young at Love, Due note, ecc.), utilizzando materiale d'archivio edito e non, spesso per sfruttare di volta in volta le varie ondate di visibilità della cantante.

#### Dieci anni di carriera e il primolivealla Bussola

Mina nel 1969

Per festeggiare i dieci anni di carriera, il 14 aprile 1968 registra il suo primo album live alla Bussola di Marina di Pietrasanta. Il locale in cui Mina esordì è indissolubilmente legato alla cantante, che negli anni vi si è esibita ripetutamente, riscuotendo sempre le maggiori attenzioni da parte di pubblico e stampa, diventandone infine una vera e propria esclusiva: ospite fissa per intere stagioni in cui si registra con lei il tutto esaurito. Il progetto legato all'album Mina alla Bussola dal vivo (che risulta il più venduto dell'anno), rappresenta uno sforzo apprezzabile e particolarmente ambizioso, intento a celebrare dieci anni di immutato successo.
Nel maggio del 1968, compare nella parodia western musicale per la televisione: Non cantare, spara, nei panni di Wilhelmina, una capricciosa cantante da saloon, cantando Un uomo col cappello sugli occhi (Leo Chiosso – Gianni Ferrio) accompagnata al pianoforte da Enrico Simonetti. Fra la primavera e l'estate escono, pubblicati dalla PDU, i singoli Un colpo al cuore/Allegria e Regolarmente/Fantasia: Mina è alla ricerca di un brano che possa riportarla nelle primissime posizioni della hit-parade, cosa che al momento non sta accadendo, malgrado la massiccia promozione televisiva. Nel mese di giugno esce l'album Le più belle canzoni italiane interpretate da Mina, un allegato per gli abbonati delle riviste Amica, La Domenica del Corriere e La Tribuna illustrata: le dodici canzoni comprese nel disco erano state scelte dai lettori delle tre riviste, che dovevano indicare quali canzoni avrebbe dovuto incidere Mina, da una rosa di ottanta brani fra i più popolari della musica leggera italiana. L'LP diverrà uno dei più ricercati dai collezionisti. Fra le riletture più famose dell'album, vi è La voce del silenzio, brano composto dal maestro Elio Isola e presentato a Sanremo '68 da Tony Del Monaco e Dionne Warwick, divenuto nel tempo uno dei grandi classici della musica italiana, grazie all'interpretazione di Mina. La voce del silenzio è la prima canzone incisa da Mina firmata da Paolo Limiti (che ha scritto il testo), amico e autore di fiducia della cantante a cavallo degli anni sessanta e settanta. Nel mese di luglio, Mina partecipa per la prima volta a Senza rete, programma registrato all'Auditorium Rai di Napoli, in cui canta una selezione dei suoi grandi successi, unitamente ad altri brani da lei recentemente incisi (Cry, Se stasera sono qui, Deborah, Un colpo al cuore). Inoltre esegue Amore, amore, amore, amore accompagnata da Piero Piccioni al pianoforte, e duetta in Goganga con Giorgio Gaber.
Dal 28 settembre Mina conduce Canzonissima con Walter Chiari e Paolo Panelli; il 21 dicembre la sigla finale del programma, Vorrei che fosse amore (composta ancora da Bruno Canfora), riporta la cantante nelle zone alte della hit-parade, dopo gli esiti lusinghieri, ma non esaltanti dei singoli Zum zum zum (famosissima sigla di quella Canzonissima), Quand'ero piccola (colonna sonora del poliziesco A qualsiasi prezzo, di Emilio P. Miraglia) e Né come, né perché.
Esce anche l'LP Canzonissima '68, con tutti i brani lanciati dalla cantante nel corso della trasmissione, e altre sue recenti incisioni su 45 giri. Vorrei che fosse amore viene esportata dalla PDU anche in Spagna e in Francia, paesi dove Mina è ospite in trasmissioni televisive di punta. In Francia, Vorrei che fosse amore diventa Si, pubblicata su 45 giri insieme a Moi, je te regarde (Io innamorata). Esiste anche una versione inglese di Vorrei che fosse amore intitolata More Than Strangers. Durante una puntata di Canzonissima, il regista Federico Fellini, in collegamento con lo studio dal set di Satyricon, si complimenta con la cantante sperando in una futura collaborazione con lei, che si potrebbe concretizzare nel film (peraltro mai realizzato) Il viaggio di G. Mastorna, con Mina nel ruolo di attrice protagonista.

#### DaNon credereaBugiardo e incosciente

Mina e Lelio Luttazzi a Ieri e oggi (1969)

Nel 1969, Mina pubblica l'ultimo 45 giri "sanremese" della sua discografia (Ma che freddo fa/Un'ora fa). Nel mese di marzo esce l'LP I discorsi, versione commercializzabile del precedente Le più belle canzoni italiane interpretate da Mina, che non era uscito nei negozi poiché legato a un concorso per i lettori delle riviste Rusconi. Rispetto al precedente album, I discorsi annovera due brani (La canzone di Marinella e la stessa I discorsi) in sostituzione di E se domani e La musica è finita, quest'ultima rimasta inspiegabilmente fuori catalogo per ben trentasei anni. Il 45 giri primaverile comprende sul lato A Non credere e sul lato B Dai dai domani (la brasiliana A praça di Carlos Imperial, tradotta in italiano da Paolo Limiti). Non credere diviene un grande successo ed è promosso in moltissime trasmissioni radiofoniche e televisive (il telequiz-spettacolo A che gioco giochiamo?, ma anche in show tradizionali come Doppia coppia, È domenica ma senza impegno, Ieri e oggi, ecc.).
Nel mese di giugno, Mina registra una seconda puntata di Senza rete, affiancata ancora una volta da Giorgio Gaber (che l'accompagnò anche in tournée) e dove presenta i due brani dell'ultimo 45 giri, dinanzi a una calorosissima platea. Non credere rimane per tutta la stagione estiva ai vertici dell'hit-parade, rivelandosi uno dei grandissimi successi dell'anno (3º posto tra i singoli più venduti), nonché il primo vero exploit commerciale della PDU con oltre 600 000 copie vendute. Nel mese di luglio esce Mina for You, album in inglese prodotto da James Nebb: cinque dei dodici brani erano già comparsi su Dedicato a mio padre, mentre gli altri vengono pubblicati per la prima volta in Italia su quest'album, che è strettamente legato ai due LP Mina e More than strangers, già prodotti dallo stesso James Nebb per il mercato anglosassone. Nebb è anche autore dell'evergreen No Arms Can Ever Hold You (in Italia Nessuno al mondo), che Mina interpreta per l'occasione in versione originale. Successivamente esce la raccolta Incontro con Mina, che attinge soprattutto dall'LP I discorsi e dalla produzione a 45 giri del 1968. Nel mese di novembre sono pubblicati su singolo Un'ombra e I problemi del cuore: entrambe le canzoni vengono inserite (in una versione differente) anche nel nuovo LP ...bugiardo più che mai... più incosciente che mai..., edito sempre alla fine dell'anno. Il titolo rimanda al brano principale dell'album, Bugiardo e incosciente, cover de La tieta di Joan Manuel Serrat, tradotta da Paolo Limiti: si tratta di una delle più importanti incisioni di Mina, che segna l'inizio di un ulteriore progresso interpretativo della cantante.

Mina e Giorgio Gaber a Teatro 10 (1972)

Mina e Lucio Battisti durante le prove a Teatro 10 (1972)

Sono di questo periodo le prime richieste da parte di Frank Sinatra per una collaborazione con Mina in una serie di spettacoli dal vivo (con la presenza anche di Dean Martin), che ne avrebbe sancito il suo lancio nello show business statunitense, lancio mai avvenuto per la rinuncia della stessa cantante. I motivi di questa decisione non sono mai stati chiariti del tutto da Mina e dal suo staff, ma si sono fatte varie ipotesi nel corso degli anni, tra cui un'improvvisa fobia del volare in aereo, problemi di salute, il non volersi distaccare dai propri cari e la paura di uno star system molto più articolato, ampio e impegnativo rispetto a quello italiano.
Augusto Martelli, arrangiatore di molte sue canzoni, sarà compagno di Mina per diversi anni. Il loro matrimonio viene annunciato varie volte dalle riviste di gossip, ma non sarà mai celebrato. I due convissero fino alla fine degli anni Sessanta.

### Anni settanta

#### Grande, grande, grandee ispiratrice di Mogol / Battisti
Nel 1971 Mina sceglie come arrangiatore e direttore d'orchestra Pino Presti, da tempo suo bassista. Diverrà il suo inseparabile arrangiatore e collaboratore musicale di quegli anni e lavorerà con lei fino agli ultimi concerti del 1978.
Il frutto della nuova collaborazione è immediato: i successi Grande grande grande (1972) ed E poi... (1973), raggiungono la posizione numero 1 in Hit Parade, mantenendola saldamente per più settimane. Mostrano una Mina in splendida forma, languida, sensuale, accattivante, tanto da diventare la principale musa ispiratrice del celeberrimo duo di autori Mogol/Lucio Battisti, che le affidano i successi Insieme (1970), Io e te da soli, Amor mio (1971) e La mente torna (1972). Nel 1972 è nuovamente protagonista a Teatro 10 con Alberto Lupo, con cui canta, in un'interpretazione divenuta celebre, la sigla finale Parole parole, un'altra sua grande hit, contenuta nell'album Cinquemilaquarantatre. D'estate, ancora alla Bussola di Bernardini, a Le Focette, tiene una serie di concerti, documentati da un disco e da uno "special" televisivo della Rai realizzato a colori ben cinque anni prima dell'avvio da parte della TV pubblica italiana di tali trasmissioni. A fine anno esce il primo doppio album, dal titolo 1+1, contenente: Dalla Bussola (secondo live della cantante) e Altro. La pubblicazione dei "doppi album" diventerà una consuetudine per molti anni.

#### Ultimi show televisivi e nuovi successi discografici

Mina e Raffaella Carrà a Milleluci (1974)

L'addio alle scene era già stato annunciato da Mina nel 1972, anno in cui per tutta l'estate aveva tenuto una serie di concerti accompagnata da una grande orchestra composta da musicisti di vaglia (tra i quali Gianni Basso e Oscar Valdambrini). Proprio alla Bussola di Marina di Pietrasanta (nella serata del 16 settembre) viene registrato il video-live Dalla Bussola, e di fatto questo rimane l'unico concerto di Mina di cui esiste una ripresa filmata. Nel 1973 esce il doppio album Frutta e verdura/Amanti di valore, il primo costituito da inediti (a eccezione de La pioggia di marzo, brano composto da Antônio Carlos Jobim), il secondo "a tema", con brani scritti da Carlo Pes su testi di Franco Califano. Il successo arriva subito, il disco scala infatti tutte le classifiche di vendita a pochi giorni dalla pubblicazione, e in seguito, quando i due album verranno separati, Frutta e verdura risulterà, con 1 000 000 di copie vendute, uno degli album di maggior successo incisi dalla cantante. Nello stesso anno Mina riappare nei caroselli per la Cedrata Tassoni, e fa un'unica apparizione televisiva in Hai visto mai?, dove presenta il singolo Lamento d'amore. Nello stesso anno, si verifica un evento tragico per la vita privata della cantante: Virgilio Crocco, suo ex-marito e padre di Benedetta, muore l'8 ottobre investito da un'auto a La Crosse, nel Wisconsin, mentre rientra in albergo in compagnia di un amico. Le circostanze della vicenda non vennero mai chiarite, si ipotizzò che fosse stato un pirata della strada alla guida della vettura, o addirittura un gesto intenzionale in quanto il giornalista in quel periodo stava indagando riguardo ad alcuni fatti scottanti.
Nel 1974 esce Baby Gate (abbinato a Mina®), che ripropone nel titolo il nome della "prima Mina"; il disco raccoglie una selezione di brani degli anni cinquanta per la più parte americani, da sempre amati dalla cantante. Particolare cura viene riservata agli arrangiamenti, allo scopo di mantenere intatte le atmosfere e le sonorità d'epoca. Grandi vendite anche per questo album, che raggiungerà quota 600 000.
Il 1974 è anche l'anno del suo ultimo show televisivo, Milleluci, condotto insieme a Raffaella Carrà. Poco tempo prima della trasmissione Mina aveva dichiarato in un'intervista: «Sono stata molto male, dopo Milleluci non canterò più». Infatti sua è la sigla finale Non gioco più, nel cui testo sembra esserci un presagio al suo imminente ritiro. L'addio televisivo avviene in grande stile, infatti questo programma può essere definito l'ultimo grande show della televisione italiana.
Il ritiro dal video appare definitivo, anche se la radio la vede ancora partecipare a Gran Varietà nel 1979.
Nel 1975 Mina incide un brano considerato a tutt'oggi tra i più rappresentativi della sua discografia: L'importante è finire. Quando viene pubblicato ha la "vita difficile", a causa del testo scritto da Cristiano Malgioglio, ritenuto troppo osé dai dirigenti della Rai che lo censurano per qualche tempo.
Nel 1976, in diretta da uno studio di registrazione di Roma, presenta Colpa mia nel corso della trasmissione della Svizzera Italiana Dal Ticino con simpatia.
La sigla finale del programma Mille e una luce (estate 1978), in cui Mina canta Ancora ancora ancora, testo di Malgioglio, in modo particolarmente sensuale (tanto da provocare anche in questa occasione l'intervento della censura, con la riduzione dei particolari sulla bocca), è la sua ultima apparizione televisiva.

#### L'addio alle scene
(Rete 4, da Vite Straordinarie)

Mina durante il suo ultimo concerto dal vivo a Bussoladomani nel 1978

Il 1978 fu l'anno del ritorno di Mina alle esibizioni dal vivo. I concerti si svolsero a Bussoladomani in Versilia, introdotti ogni sera da monologhi di differenti attori comici, tra cui Walter Chiari, Gino Bramieri e il trio La Smorfia (Massimo Troisi, Enzo Decaro e Lello Arena); gli spettacoli previsti erano quindici e avrebbero coperto tutta la stagione estiva: in realtà furono soltanto undici a causa di un'infezione polmonare che colpì la cantante prima della conclusione del tour, che comunque riscosse un successo enorme in termini di coinvolgimento popolare.

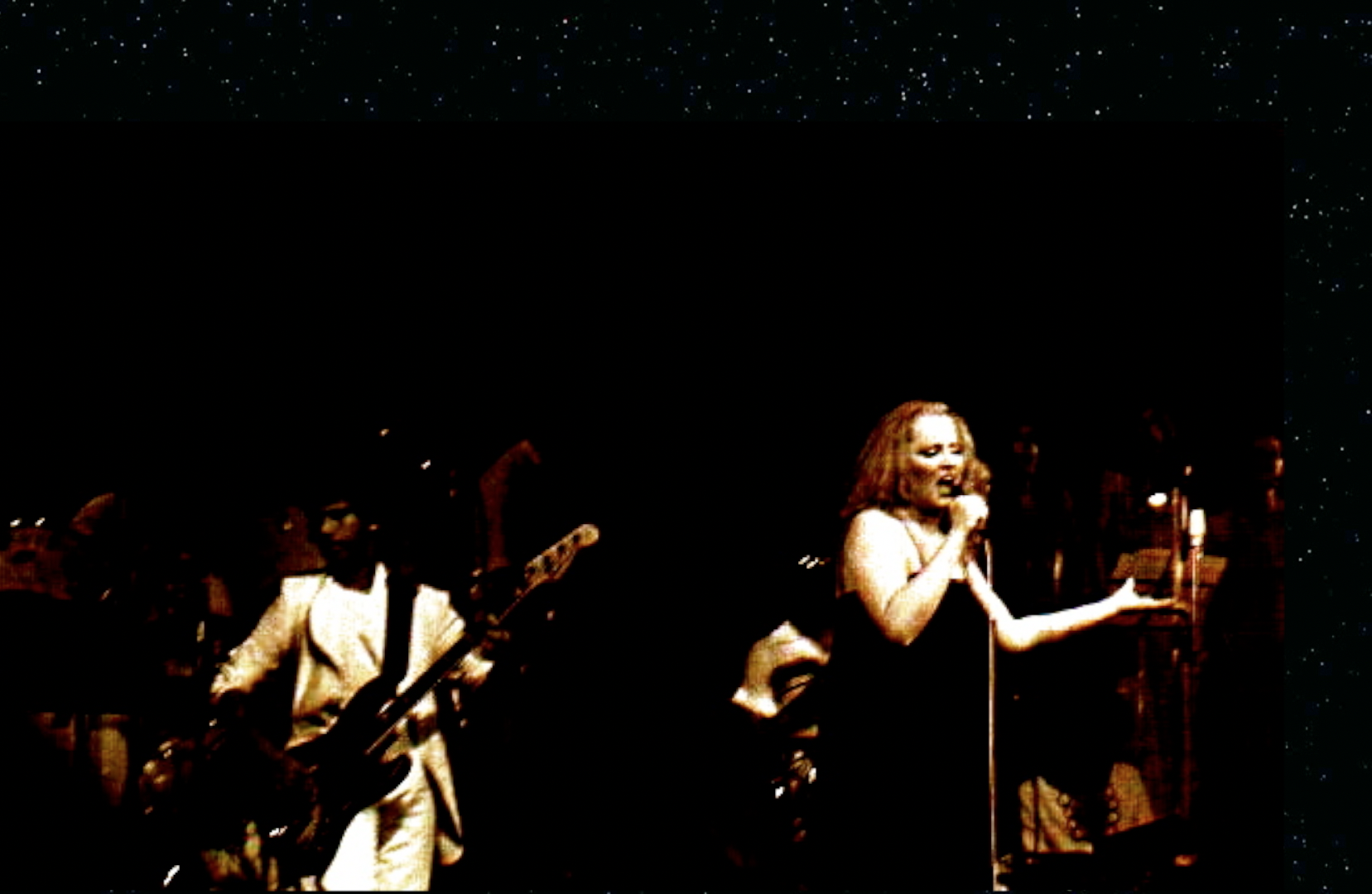
Mina e Pino Presti, bassista, arrangiatore e leader della band di 14 musicisti che accompagnarono la cantante durante i suoi ultimi concerti. Fu definita dalla stampa "Un'orchestra da grande show di Las Vegas"

L'ultimo di questi concerti prevedeva una ripresa televisiva e la registrazione di un terzo disco dal vivo, poi ugualmente ricavato da una prova audio che il tecnico Nuccio Rinaldis (in accordo con il direttore d'orchestra Pino Presti) aveva predisposto proprio la sera dell'ultimo suo concerto in assoluto, il 23 agosto 1978. Il disco sarà intitolato semplicemente Mina Live '78 doppio album cult inserito dalla rivista Rolling Stone tra "i 100 dischi italiani più belli di sempre"; In quell'occasione concede quella che risulta essere la sua ultima intervista. L'intervistatrice è Rita Madaro, dell'emittente privata Radio Taranto. Tale conversazione è difficilmente reperibile poiché l'artista, poche ore dopo averla pubblicata, chiese come favore personale a Rita Madaro che non fosse trasmessa in radio, almeno non interamente, rispettando quel senso di privacy e riservatezza che, da quel momento, ha contraddistinto la cantante per tutto il suo futuro.
Sul finire degli anni Settanta Mina si lega sentimentalmente al cardiochirurgo Eugenio Quaini, anch'egli cremonese, amico da sempre della cantante. Il 10 gennaio 2006 si sposano a Lugano e la stessa Mina in un articolo su Vanity Fair ne dà la notizia.
L'ultima esibizione dal vivo di Mina è stata commemorata dal Venerdì di Repubblica in edicola il 17 agosto 2018 con il titolo Quaranta estati fa, l'ultimo concerto di Mina. L'immagine di copertina è dedicata alla cantante ripresa sul palcoscenico, corredata da un articolo a firma Marco Cicala, che contestualizza e rende protagonista l'evento ponendolo tra i fatti significativi che hanno caratterizzato il 1978.
(TGcom24, 23 agosto 2018)

### Anni ottanta e novanta
Nonostante il ritiro dalle scene, anche in seguito molte delle sue canzoni diventano grandi successi, tra cui Anche un uomo (1979), sigla della riedizione del quiz Lascia o raddoppia?; Morirò per te, che nel 1982 entra tra i primi 100 singoli della classifica dance americana di Billboard; Rose su rose, scritta dal figlio Massimiliano Pani (1984); Questione di feeling (1985), duetto con Riccardo Cocciante; Via di qua (1986), duetto con Fausto Leali; Lui, lui, lui (1988); Neve (1992); Amore (1994), secondo duetto con Riccardo Cocciante; Noi (1994) duetto con Massimo Lopez; Volami nel cuore (1996) che dopo oltre un decennio avrebbe dato il titolo ad un programma televisivo; nonché tutto il disco Mina Celentano, realizzato nel 1998 con Adriano Celentano. Fino alle più recenti Grande amore (1999), Oggi sono io, cover del brano di Alex Britti (2001), Vai e vai e vai, Portati via (2005), Mogol-Battisti (2006), duetto con Andrea Mingardi e Adesso è facile (2009), con gli Afterhours, quest'ultimo uno dei pochissimi brani, insieme a Volami nel cuore, Che t'aggia dì e Alibi ad avere il supporto di un videoclip promozionale, questa volta realizzato con persone reali (la protagonista è infatti Benedetta Mazzini); i precedenti erano stati realizzati nel primo caso con immagini di repertorio, nel secondo sotto forma di cartoni animati e nel terzo completamente al computer. Il tema della canzone Canto largo, contenuta nell'album Olio, è stata la sigla della soap opera di Canale 5, Vivere.
Sono del 1983, 1984, 1985 e 1986 i quattro doppi album con le sigle del programma TV di Rai 1 30 anni della nostra storia, (con arrangiamenti di Victor Bach); in seguito, fino al 1995, verrà pubblicato un doppio disco all'anno, alternando cover e brani inediti. A partire dal 1992 inizia una lunga e fruttuosa collaborazione con gli Audio2, lanciati da Massimiliano Pani in veste di produttore discografico attraverso la PDU. Da loro sono firmati alcuni del brani di maggiore successo della cantante fino al 2003.
Nel 1996, dopo Pappa di latte (doppio album in cui duetta, tra gli altri, con i propri figli Massimiliano e Benedetta, rispettivamente nelle canzoni If I Fell dei Beatles e More Than Words degli Extreme), Mina ritorna alle pubblicazioni singole con un album di grande successo commerciale, Cremona, omaggio alla sua città d'origine. Da questo momento la sua produzione si diversifica alternando album di brani inediti a monografie dedicate a generi musicali (canzone napoletana, musica sacra) o autori e artisti celebri (Beatles, Frank Sinatra, Lucio Battisti, Domenico Modugno, Renato Zero, Enzo Jannacci). Intanto chiude la lunga, proficua collaborazione con l'art director Luciano Tallarini e per le copertine si affida a Mauro Balletti.
Nel 1996 la musica "colta" rende omaggio a Mina: il maestro Adriano Guarnieri, uno dei più significativi compositori contemporanei, presenta al Maggio Musicale Fiorentino una sua composizione, Omaggio a Mina, sei canzoni per voce leggera, soprano e orchestra, su un testo di Euripide.

### Anni 2000
Il 6 ottobre 2000 viene pubblicato l'album Dalla terra, un album in studio (nel 2010 ristampato in vinile, come picture disc con tiratura limitata), una raccolta di dodici brani sacri.
Solo nel 2001 la cantante riappare in pubblico, attraverso Internet, sul portale Wind, dove vengono trasmesse le riprese di alcune sessioni di registrazione. Dalle riprese viene tratto il DVD Mina in studio, con vendite record che supererano le 50 000 copie (in un periodo in cui la media dei DVD è di 3 000 copie vendute per titolo). L'evento, con un record di 20 milioni di contatti, è stato tra i più seguiti di tutti i tempi in Italia.
Nel 2002 viene pubblicato il nuovo album di Mina - Veleno - all'interno del quale è presente una collaborazione con Zucchero Fornaciari, coautore del brano Succhiando l'uva.
Nel 2004 esce The Platinum Collection, tripla raccolta di successi che ottiene risultati superiori alle più ottimistiche previsioni, in un momento in cui l'industria discografica comincia a lamentare una sensibile flessione delle vendite dei CD: supera le 600 000 copie vendute, comparendo regolarmente in classifica anche negli anni successivi. Nello stesso anno canta un breve jingle ironico per la Gialappa's Band.
Il 31 gennaio 2005, esce Bula Bula, con i due singoli (Vai e vai e vai e Portati via), e la ghost-track Fever, sigla di apertura della trasmissione sportiva Quelli che il calcio. L'11 novembre è la volta di un album-tributo a Frank Sinatra intitolato L'allieva nel quale, ancora una volta, Mina dimostra la sua propensione verso un genere musicale di non facile lettura come il jazz. Nello stesso anno concede di campionare la sua voce (questo è un fatto unico, senza precedenti) per il remake, in chiave house, di Amante amore (contenuta in Mina con bignè e Mina Live '78). La nuova versione, dal titolo Feel Like a Woman, di Gardner, è ideata da Pino Presti, autore dell'originale con Cristiano Malgioglio, e realizzata in più tracce, dalla electro-dance al nu-brazil, con la collaborazione di Stefano Colombo, Melodica Records e della cantante Joanna Cassini.
Nel 2006 pubblica l'album di inediti Bau, anticipato dal singolo Mogol-Battisti (un omaggio alla celebre coppia della musica pop italiana), cantato in duetto con Andrea Mingardi, autore di numerose canzoni del disco.
Nel 2007, in occasione dell'uscita del CD di Miguel Bosé Papito, celebrativo per il trentennale di carriera, duetta con lui rivisitando in lingua spagnola una delle proprie canzoni più famose: Acqua e sale (Agua y sal), precedentemente cantata con Adriano Celentano. Il 21 settembre esce un nuovo album di Mina, Todavía, che contiene 14 tracce in lingua spagnola, 12 delle quali sono versioni di alcuni singoli più recenti, eccetto le storiche Un año de amor, Cuestion de feeling duetto con Tiziano Ferro, Parole parole, quest'ultima cantata con Javier Zanetti, terzino e capitano argentino dell'Inter, da sempre la squadra preferita dalla cantante. Il disco debutta direttamente al numero 1 della classifica degli album più venduti. A novembre esce un duetto con Giorgia, Poche parole, brano contenuto all'interno di Stonata, album della cantante romana. L'incontro risulta essere molto importante per Giorgia, prima interprete femminile ad aver avuto l'opportunità di duettare con Mina. In seguito la stessa Mina lo include nel suo disco Caramella.

Sulla tua bocca lo dirò, album di musica classica di Mina del 2009, con arrangiamenti di Gianni Ferrio

Il 24 giugno 2008 La Repubblica riporta la notizia che Mina e Ornella Vanoni avevano inciso insieme un brano inedito, scritto da Andrea Mingardi: Amiche mai, che costituisce la prima collaborazione tra le due cantanti. Per i cinquant'anni di carriera, la RAI realizza una collana di 10 DVD (Mina - Gli anni Rai) col meglio delle sue apparizioni televisive, dagli esordi al 1978.
Il 17 febbraio 2009 Mina torna sui teleschermi con un video (collage della sua apparizione nel 2001), come sigla di apertura e poi di chiusura del 59º Festival di Sanremo. Il video vuole rappresentare l'evoluzione della musica italiana nel corso degli anni ed è accompagnato dalla voce di Mina che interpreta il Nessun dorma dalla Turandot di Giacomo Puccini. La romanza fa parte dell'album di arie classiche uscito il 20 febbraio 2009 dal titolo Sulla tua bocca lo dirò. L'album viene pubblicato in tutto il mondo su etichetta Sony Classical. Il 30 ottobre esce il nuovo album di inediti Facile, anticipato dal singolo Il frutto che vuoi, scritto da Axel Pani, nipote di Mina. Nell'album è contenuto anche il brano Carne Viva che segna il ritorno di Cristiano Malgioglio tra gli autori della Tigre. Sempre nel 2009, dopo quasi quarant'anni, ritorna testimonial per la nuova campagna pubblicitaria Barilla, prestando la sua voce ai nuovi spot televisivi. Collabora inoltre con settanta colleghi al nuovo doppio album di Claudio Baglioni, Q.P.G.A., in cui canta il brano L'arcobaleno.
Dal febbraio 2000 al febbraio 2011 è presente nella prima pagina di La Stampa in qualità di opinionista. Dall'ottobre del 2003 fino al febbraio del 2015 mantiene una rubrica sul settimanale Vanity Fair in cui risponde a numerose mail dei lettori.

### Anni 2010
Nel 2010, in occasione del settantesimo compleanno di Mina, sono molte le emittenti tv e web che la celebrano, dedicandole trasmissioni e omaggi. A marzo va in onda uno spot Barilla, diffuso anche in Germania, in cui Mina accenna alla canzone Nel blu dipinto di blu di Domenico Modugno. Il gruppo editoriale Finelco, a cui aderiscono diverse radio, organizza Mina ieri, oggi, domani, una web radio attiva 24 ore su 24 (temporanea dal 19 al 31 marzo, ma poi prorogata a tempo indeterminato), con una programmazione esclusiva riguardante le canzoni di Mina, dai più grandi successi alle meno conosciute. Il 29 marzo Paolo Limiti conduce Minissima 2010, trasmissione-tributo alla cantante cremonese, in cui vengono riproposte alcune tra le più celebri interpretazioni di Mina con filmati di repertorio.

Copertina dell'album Caramella (2010)

Il 25 maggio, a distanza di pochi mesi dall'uscita di Facile, viene pubblicato un nuovo album di inediti, Caramella, prodotto da Massimiliano Pani e a cui collabora tra gli altri (come già in Bau e Facile) il primo nipote di Mina, Axel Pani, dando così la possibilità alla cantante di allargare le collaborazioni "in famiglia". Il disco comprende quattordici tracce, tra le quali You Get Me, scelto come brano di punta per il lancio radiofonico, in cui l'artista si cimenta in un duetto a distanza con il cantante anglo-nigeriano Seal. Tre delle quattordici tracce erano già state registrate da Mina nel corso dell'ultimo decennio: Così così (già inserita nel 2001 nell'album D'improvviso del contrabbassista Massimo Moriconi), Amore disperato, duetto con Lucio Dalla (inserito nell'album Lucio del 2003) e Poche parole, duetto con Giorgia (già incluso nel suo album Stonata del 2007).
Il 10 novembre 2010, durante la puntata finale di Ti lascio una canzone, Mina riceve un omaggio alla carriera come segno d'affetto: il microfono con cui in occasione di Senza rete (programma televisivo), il 21 giugno di quarant'anni prima, si era esibita dal vivo per l'ultima volta all'Auditorium Rai di Napoli, lo stesso in cui ha luogo la trasmissione in corso. Per l'occasione viene diffuso un filmato di repertorio del famoso show del 1970, nel quale la cantante interpretava il brano Non credere scritto da Mogol e Roberto Soffici. Massimiliano Pani, giudice di Ti lascio una canzone, facendo le veci della madre, ritira l'omaggio per recapitarglielo. Il 30 novembre, come seguito dell'album Caramella, esce il CD Piccola strenna, contenente quattro brani appositamente interpretati da Mina per le imminenti festività natalizie e preceduto dal singolo Mele Kalikimaka, cover del singolo di Bing Crosby e delle Andrews Sisters del 1950 e pubblicato il 20 novembre 2010. Le stesse canzoni fanno da colonna sonora a La banda dei Babbi Natale, film natalizio del 2010 del trio Aldo Giovanni e Giacomo. Il secondo e ultimo singolo, pubblicato il 21 gennaio 2011, è Walking the Town.

Copertina dell'album Piccolino del 2011

Il 17 ottobre 2011, Mina mette in rete il brano Questa canzone, che anticipava il suo album di inediti Piccolino uscito il 22 novembre. Secondo quanto scritto in un comunicato, il brano si basa su un demo inviatole in forma anonima e viene quindi affidato al web affinché chi lo aveva composto potesse riconoscerlo e farsi vivo. Qualche giorno dopo, sulla rivista Vanity Fair, viene rivelata l'identità degli autori del brano, che risalirebbe addirittura al 1971: Mario Nobile (musica) e Paolo Limiti (testo). Alcuni opinionisti avanzano tuttavia il sospetto che si sia trattato di un'operazione commerciale per pubblicizzare il nuovo disco e la pagina facebook dell'artista. L'8 novembre 2011 viene resa nota la nuova canzone scritta da Enzo Iacchetti, Buon Natale, in cui Mina canta insieme a Claudio Baglioni, Lucio Dalla, Enrico Ruggeri e Roberto Vecchioni per sostenere l'Amref nella realizzazione di una diga in Kenya.
Il 3 aprile 2012 viene pubblicato un altro album: Dalla Bussola, seguito il 4 dicembre da 12 (American Song Book). Il disco, composto da dodici standard della canzone americana, viene offerto con dodici copertine differenti, una per traccia.
Il 7 novembre 2013 in prima serata su Rai 2 va in onda Unici - Mina - D'altro canto, nuovo speciale su Mina con interviste a Plácido Domingo, Giorgio Faletti, José Feliciano, Luca Ronconi, Piero Pelù, Zucchero Fornaciari, Miguel Bosé, Marco Mengoni, Emma Marrone, Aldo, Giovanni e Giacomo, il giornalista Fernando Fratarcangeli, Giuliano Sangiorgi e tanti altri.
Il 19 novembre 2013 esce Christmas Song Book, un album che per le scelte stilistiche e le sonorità può essere considerato il gemello di 12 American Song Book dell'anno precedente, differenziandosi da quest'ultimo per l'unicità della tematica, quella natalizia. A sole due settimane dall'uscita il nuovo concept natalizio è certificato, come il precedente, disco d'oro.
A febbraio 2014 esce sulla piattaforma digitale iTunes Itaca, un nuovo brano della cantante, che è diventato singolo. Il brano è presentato per la prima volta nel programma televisivo The Voice of Italy, dov'è portato in scena con la coreografia della compagnia Kitonb.
Il 15 aprile 2014 per Universal Music Italia esce l'album di Mondo Marcio, rapper milanese, che si intitola Nella bocca della tigre in onore di Mina. In ogni canzone (in tutto sono dodici) c'è un campione musicale di un brano della cantante autorizzato dalla stessa Mina.
Il 10 giugno 2014, a tre anni dall'ultimo album di inediti, la cantante pubblica Selfie, disco composto da 13 nuove tracce, tra cui La palla è rotonda, brano scelto dalla Rai come sigla per le sue trasmissioni sul campionato mondiale di calcio 2014. Per la seconda volta nella sua carriera, la cantante sceglie come immagine di copertina una scimmia (un macaco, per l'esattezza), come era già successo nel 1971 per l'album Mina.
Il 30 settembre 2016 esce il singolo di Fausto Leali A chi mi dice, cover del brano dei Blue, a cui prende parte come ospite la stessa Mina.
L'11 novembre 2016 esce Le migliori di Mina e Celentano; l'album è anticipato dal singolo Amami amami, in rotazione radiofonica a partire dal 21 ottobre 2016. La canzone è la cover integrale di Ma'agalim (Circles), realizzata nel 2015 dal cantante-compositore israeliano Idan Raichel.
Il secondo singolo estratto è Ad un passo da te, pubblicato il 6 gennaio 2017. L'album, sebbene uscito a novembre, è il più venduto del 2016, ottenendo a fine anno, tre dischi di platino, con oltre 150 000 copie vendute. A febbraio 2017 il disco ha venduto oltre 250 000 copie. L'album Le Migliori è seguito dall'uscita del altro singolo Ma che ci faccio qui, pubblicato il 1º aprile 2017. Infine, come quarto ed ultimo singolo, esce Se mi ami davvero scritta dal rapper Mondo Marcio. A metà 2018 il disco conquista il settimo disco di platino con oltre 350 000 copie vendute.
Durante il 2017 sono trasmessi una serie di video promozionali del Festival di Sanremo di quell'anno dello sponsor unico del Festival TIM: la musica dei video è il remake realizzato da Mina della canzone All Night di Parov Stelar.
Il 10 novembre 2017 viene diffuso in radio e in digitale l'inedito Eva, cantato in coppia con Adriano Celentano. La canzone è inserita nel cofanetto Tutte le migliori, in uscita il 1º dicembre. Il cofanetto include un CD con alcune canzoni tratte dal primo e dal secondo disco incisi da Mina e Celentano, e un CD con una compilation di canzoni dei due artisti incise durante la loro lunga carriera.

Copertina dell'album Maeba del 2018

La sponsorizzazione TIM prosegue nell'edizione 2018 di Sanremo, attraverso l'Opera Digitale Intergalattica in 5 atti, composta da 5 brevi spot pubblicitari, che hanno accompagnato tutte le puntate del festival per promuovere la propria rete superveloce. I video, della durata di 75 secondi ciascuno, mostrano una versione digitale di Mina nelle vesti di comandante della nave spaziale Opera (a cui ha prestato la voce Platinette), in viaggio verso la Terra e il Festival di Sanremo. Durante la serata finale del festival, è stato proiettato uno spot televisivo che mostra la versione digitalizzata di Mina che interpreta Another Day of Sun, una cover dell'omonimo brano tratto dalla colonna sonora del musical La La Land. In aggiunta allo spot pubblicitario, sul palco dell'Ariston è stato proiettato un ologramma tridimensionale del Comandante Mina mentre esegue il brano, grazie a un complesso sistema di ventole e micro LED che hanno fatto percepire agli spettatori un'immagine dinamica 3D fluttuante nell'aria.
Il 2 marzo 2018 vengono pubblicati titolo, copertina e tracklist del nuovo album in uscita il 23 marzo: si intitola Maeba, contiene 12 tracce (tra cui due cover, Last Christmas dei Wham! e Heartbreak Hotel di Elvis Presley), in vendita in tre edizioni differenti (cd digipack, vinile nero in edizione limitata, e un secondo vinile esclusivo per Amazon). L'album è stato anticipato dal singolo Volevo scriverti da tanto, traccia d'apertura dell'album, in rotazione radiofonica a partire dal 9 marzo 2018.
Il 30 novembre 2018 esce l'album di cover Paradiso (Lucio Battisti Songbook) in cui canta brani di Lucio Battisti con la partecipazione di alcuni tra i più rappresentativi arrangiatori, definiti il "who`s who" della categoria. A maggio 2022 l'album viene certificato disco di platino.
Per l'edizione 2019 del Festival di Sanremo gli spot TIM includono versioni di Kiss the sky di Jason Derulo e Tintarella di luna. Nello stesso anno duetta con il rapper Mondo Marcio nella canzone Angeli e demoni.
Il 22 novembre 2019 è stato pubblicato Mina Fossati, nuovo album di inediti realizzato in coppia con Ivano Fossati.

### Anni 2020
Il 4 agosto 2020, in occasione della cerimonia di inaugurazione del nuovo Viadotto Genova San Giorgio, viene diffusa la nuova versione di Crêuza de mä, originariamente eseguita da Fabrizio De Andrè, cantata da 18 artisti italiani, tra i quali Mina, su progetto di Dori Ghezzi.
Il 27 novembre 2020 esce Italian Songbook, una delle prime raccolte che usciranno nei mesi a seguire. Oltre a contenere tutti i più grandi successi, contiene anche delle cover (registrate sempre dalla stessa Mina).
La sera del 31 dicembre 2020 esordisce il nuovo spot TIM, trasmesso per la prima volta su Rai 1 dopo il discorso di fine anno del Presidente della Repubblica Sergio Mattarella. In esso Mina interpreta una versione italiana del brano This is me (dalla colonna sonora del film musicale The Greatest Showman).
Nel novembre 2021 viene annunciato il singolo inedito Niente è andato perso, che anticipa la raccolta MinaCelentano - The Complete Recordings, comprendente anche i brani dei dischi Mina Celentano (1998) e Le migliori (2017).
Il 3 febbraio 2022, in apertura della terza serata del Festival di Sanremo, Amadeus ha reso omaggio al presidente della Repubblica Sergio Mattarella, sulle note di Grande, grande, grande di Mina eseguita dalla grande orchestra, ricordando anche che nel 1978 Mattarella era presente all'ultimo concerto pubblico di Mina al teatro tenda Bussoladomani.
Sua è la voce nella colonna sonora de Le fate ignoranti dal titolo Buttare l'amore.
Il 21 aprile 2023 viene pubblicato il nuovo album Ti amo come un pazzo, mentre il singolo realizzato con Blanco, dal titolo Un briciolo di allegria, è stato anticipato al 14 aprile, in concomitanza con l'uscita del nuovo album del cantante. Il singolo raggiunge la prima posizione della classifica FIMI.
Il 20 aprile 2024 viene confezionato e pubblicato da Warner Music Italy, il triplo album live Mina Live alla Bussola 1968-1978, costituito da un box in edizione limitata e numerata contenente i 4 LP incisi dal vivo da Mina, gli unici live della sua carriera, registrati alla Bussola di Marina di Pietrasanta negli anni 1968 (Mina alla Bussola dal vivo), 1972 (Dalla Bussola) e 1978 (Mina Live '78). Il 1 novembre 2024, esce Buttalo via primo singolo del nuovo album della cantante Gassa d'amante.

## Vita privata

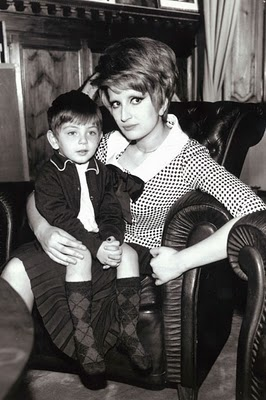
Mina tiene tra le braccia il figlio di tre anni Massimiliano Pani (1966)

La figura di Mina ha sempre suscitato grande curiosità e interesse non solo per la sua carriera, ma anche per le vicende che hanno caratterizzato la sua vita privata.
Nell'estate del 1962 conosce Corrado Pani, attore di teatro di grande talento, con esperienze anche nel cinema con Luchino Visconti in Rocco e i suoi fratelli e voce nota del doppiaggio e della radio (sua è la voce italiana di Peter Pan nel film Le avventure di Peter Pan del 1953), seguito e ammirato in particolar modo dal mondo femminile milanese e romano. Pani era sposato dal 1959 con l'attrice Renata Monteduro; i due sono separati di fatto da diverso tempo quando inizia la relazione con Mina, che ben presto diventa di pubblico dominio. I media si appropriano della notizia e continuano a lungo ad aggiungere scoop, dettagli e supposizioni alla relazione dei due in chiave critica e negativa. Perfino il sacerdote Virginio Rotondi, noto al pubblico radiofonico per le sue trasmissioni sulla fede, si interessa alla vicenda attraverso uno scambio di lettere con Mina e il tutto viene pubblicato sui giornali. Il 18 aprile 1963, alla Clinica Mangiagalli di Milano, nasce l'unico figlio della coppia, Massimiliano Pani, chiamato affettuosamente "Paciughino"; in seguito alla nascita del primogenito, la storia di Mina con Pani entra in crisi, complici gli impegni lavorativi di entrambi e i conseguenti lunghi periodi di lontananza fra i due. Presto ha una nuova relazione con il compositore e arrangiatore Augusto Martelli, con cui convive per diversi anni.
Nel 1965 il fratello della cantante Alfredo muore in un incidente stradale a soli ventidue anni. Anch'egli aveva intrapreso la carriera di cantante con lo pseudonimo Geronimo, soprannome scelto dalla stessa Mina per via del naso aquilino che lo rendeva somigliante all'omonimo capo indiano.
Nel 1966 si trasferisce a Lugano, in Svizzera, paese del quale nel novembre 1989 acquisisce insieme alla figlia la cittadinanza, pur mantenendo quella italiana.
Risale al 1970 il primo incontro con il giornalista romano Virgilio Crocco. I due si conoscono nel camerino della cantante dopo un'esibizione a Terni e tra di loro scatta un classico colpo di fulmine, soprattutto per i modi garbati ed eleganti di Crocco. Le nozze arrivano improvvise il 25 febbraio 1970 a Trevignano Romano, sul lago di Bracciano, ma gli impegni professionali dividono subito gli sposi. I due, probabilmente proprio per motivi lavorativi, non vivono insieme, e dopo non molti mesi il matrimonio naufraga; si sono già separati quando l'11 novembre 1971, sempre alla clinica Mangiagalli di Milano, Mina dà alla luce, con circa tre settimane di anticipo, la sua seconda figlia, Benedetta Crocco, che anni dopo deciderà di aggiungere legalmente il cognome materno a quello paterno, per poi farsi conoscere solo come Benedetta Mazzini. La cantante rimane comunque in buoni rapporti con l'ex marito fino alla sua morte, avvenuta il 18 ottobre 1973 a La Crosse, nel Wisconsin, investito da un'automobile in circostanze mai chiarite.
Dopo la nascita della figlia inizia a frequentare Alfredo Cerruti, discografico napoletano e membro del gruppo satirico-demenziale degli Squallor. La loro relazione dura circa tre anni. Sul finire degli anni settanta reincontra un amico di vecchia data, Eugenio Quaini, cardiochirurgo cremonese di sette anni più giovane; con lui inizia una nuova e lunga relazione. Quando il 10 gennaio 2006 si sposa con Quaini, prende il cognome del marito, secondo le consuetudini elvetiche, ma rimane comunque legata al suo cognome da nubile, come dimostrato anche dalla scelta del nome del suo sito internet.
È nonna dei due figli avuti dal primogenito Massimiliano, Axel ed Edoardo Pani, nati rispettivamente nel 1986 e nel 2004. Il 9 maggio 2018 diventa bisnonna di Alma, primogenita di Axel.

## Stile musicale
Mina ha utilizzato la sua voce plurivalente ed espressiva in modo molto personale, facendo sovente leva sui virtuosismi. Viene soprattutto citata come artista pop nonché principale esponente della musica leggera italiana, genere che propone in maniera raffinata ed elegante citando gli standard del jazz e della bossa nova. Grazie alla versatilità della sua voce, è stata in grado di immedesimarsi in pressoché tutti gli stili musicali come confermano, dopo gli esordi da urlatrice, le registrazioni storiche degli anni Sessanta e Settanta, il pop e rock di Attila (1979), il rock, swing e calypso di Catene (1984), la canzone napoletana di Mina canta Napoli (1966), Napoli (1996) e Napoli secondo estratto (2003), la musica sacra di Dalla terra (2000) e quella colta di Sulla tua bocca lo dirò (2009). Innumerevoli sono i suoi omaggi ad altri artisti quali i Beatles (Mina canta i Beatles, 1993), Lucio Battisti (Minacantalucio, 1975, Mazzini canta Battisti, 1994 e Paradiso, 2018), Enzo Jannacci (Mina quasi Jannacci, 1977) e altri celebri cantautori italiani (Canzoni d'autore, 1996). Oltre a considerarla un'esponente di diversi stili di musica pop, AllMusic cita Mina fra gli artisti adult contemporary.

## Collaborazioni artistiche

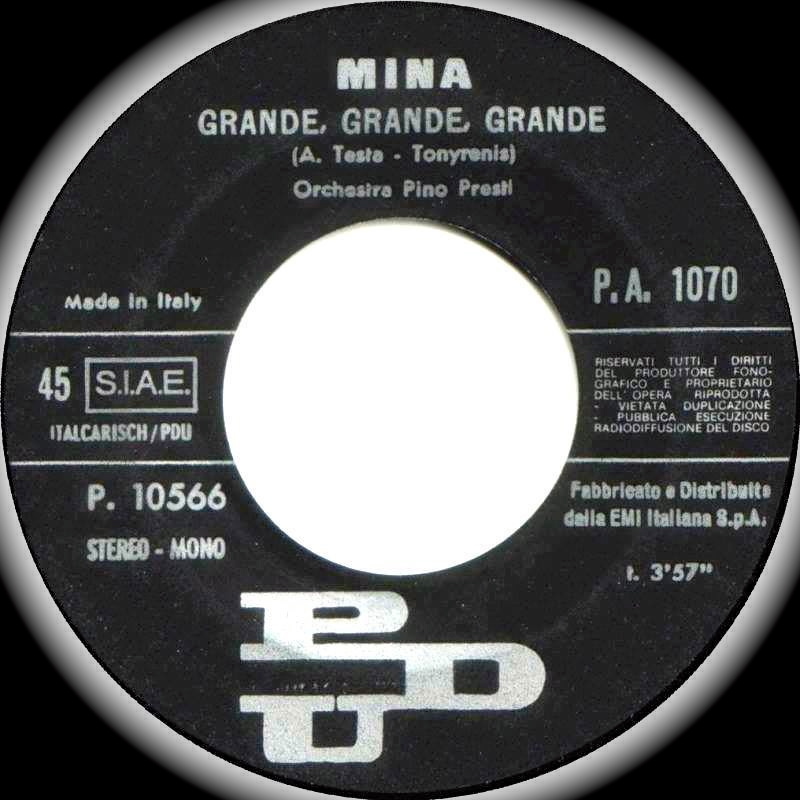
Grande, grande, grande, uno dei grandi successi dell'etichetta PDU

### Etichette discografiche
- 1958 - 1963: Italdisc
- 1963 - 1967: Ri-Fi
- 1967 - presente: PDU/GSU - distribuita dalla Durium fino al 1970; dalla EMI Italiana fino al 1996; dalla RTI Music (attuale S4) dal 1997 al 1999. A partire dall'album Mina Nº 0 del 1999, la PDU/GSU inizia il suo contratto di distribuzione con Sony Music, che durerà fino al 2012 con l'album 12 (American Song Book); nel periodo successivo la PDU si avvale della distribuzione di Artist First Srl, poi diventata Music First. Nel 2016, grazie alla collaborazione con Adriano Celentano e al loro album Le Migliori, Mina torna ad essere distribuita da Sony Music fino alla pubblicazione nel 2018 dell'album Paradiso (Lucio Battisti Songbook) con cui stringe temporaneamente un contratto di distribuzione con Warner Music Group, dopodiché con l'album Mina Fossati ritorna nuovamente alla Sony.

Dopo l'accordo per la distribuzione con la EMI vennero stretti accordi con l'etichetta argentina Fermata Records, anch'essa legata al medesimo distributore, per le pubblicazioni in America latina: Argentina, Brasile e Stati limitrofi.

### Arrangiatori e direttori d'orchestra
Mina ha avuto al suo fianco, nel corso degli anni, un buon numero di arrangiatori e direttori d'orchestra. Tre l'hanno accompagnata in più occasioni al primo posto dei singoli più venduti nella Hit Parade italiana:
- Tony De Vita (Tintarella di luna, Il cielo in una stanza), Moliendo café)
- Augusto Martelli (È l'uomo per me, Un anno d'amore)
- Pino Presti (Grande, grande, grande, E poi...).

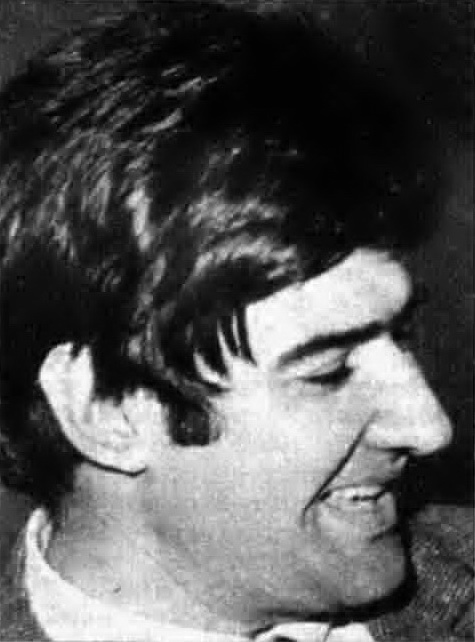
Tony De Vita
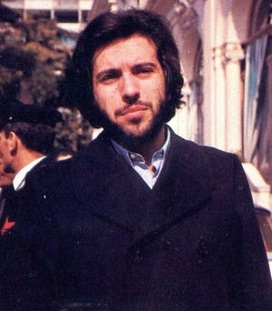
Augusto Martelli
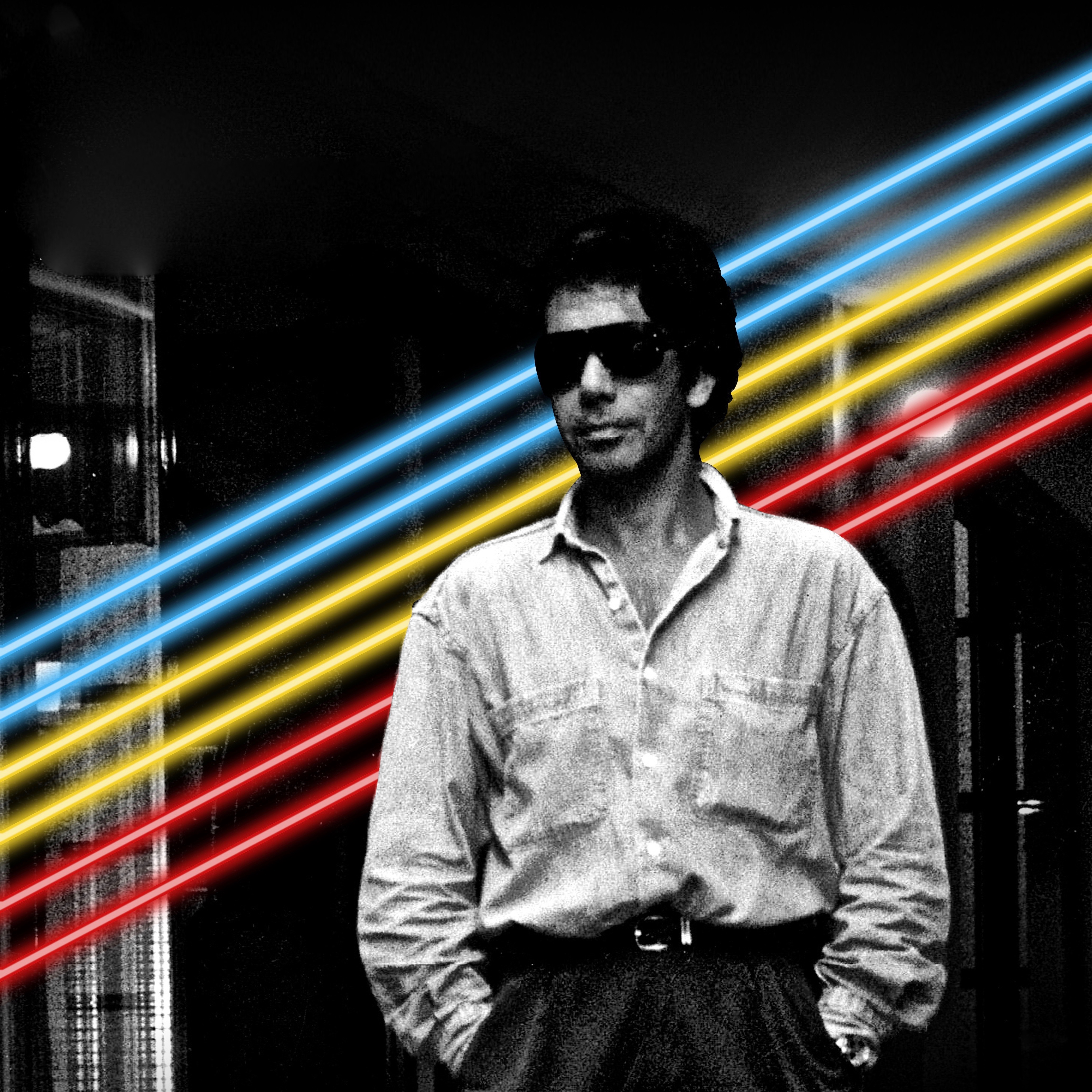
Pino Presti

### Duetti su Disco
- Con Adriano Celentano: 
  - Acqua e sale + Brivido felino + Che t'aggia di + Dolce fuoco dell'amore + Io non volevo + Messaggio d'amore + Sempre sempre sempre + Specchi riflessi - (Mina Celentano, 1998)
  - Amami amami (Ma'agalim) + È l'amore + Se mi ami davvero + Ti lascio amore + A un passo da te (Ragione e sentimento) + Non mi ami + Ma che ci faccio qui + Sono le tre + Come un diamante nascosto nella neve + Prisencolinensinainciusol - (Le migliori, 2016)
  - Eva - (Tutte le migliori, 2017)
  - Niente è andato perso - (MinaCelentano - The Complete Recordings,2021)
- Con Alberto Lupo: Parole parole - (Cinquemilaquarantatre, 1972)
- Con Alfredo Golino e Danilo Rea (Pianoforte): Resta Cu' Mme - (Sconcerto, 2001)
- Con Andrea Mingardi: Mogol Battisti - (Bau, 2006)
- Con Angel "Pato" Garcia:
  - Contigo en la distancia - (Salomè, 1981)
  - Chitarra suona più piano - (Uiallalla, 1989)
- Con Audio 2:
  - Raso - Sì Che Non Sei Tu - (Lochness, 1993)
  - Rotola la vita - (Canarino mannaro, 1994)
  - Naufragati - (Pappa di latte, 1995)
  - Dentro ad ogni cosa[175] - (E=mc², 1995) (Mina interviene nel finale)
  - Da vueltas la vida (Rotola la vita) - (Nostalgias, 1998)
- Con Augusto Martelli (sotto pseudonimo di "Bob Mitchell): Plus Fort Que Nous (Vocalizzi di Mina e Augusto Martelli) - (Notre étoile, 1966) - (Caro, singolo del 1968)
- Con Benedetta Mazzini: More Than Words - (Pappa di latte, 1995)
- Con Beppe Cantarelli: Sei metà - (Attila, 1979)
- Con Beppe Grillo: Dottore - (Cremona, 1996)
- Con Blanco: Un briciolo di allegria - (Innamorato, 2023) - (Ti amo come un pazzo, 2023)
- Con Celso Valli: O qué será (O que será (À flor da pele)) - (Italiana, 1982)
- Con Chico Buarque: Valsinha - (Todavía, 2007)
- Con Claudio Baglioni: Buon Natale[175] - (Acqua di Natale, 2011) nello stesso brano anche: Enzo Iacchetti, Lucio Dalla, Enrico Ruggeri, Roberto Vecchioni
- Con Diego "El Cigala": Un año de amor (Un anno d'amore) - (Todavía, 2007)
- Con Diego Torres: Corazón felino (Brivido felino) - (Todavía, 2007)
- Con Enrico Ruggeri: Buon Natale[175] - (Acqua di Natale, 2011) nello stesso brano anche: Enzo Iacchetti, Claudio Baglioni, Lucio Dalla, Roberto Vecchioni
- Con Enzo Iacchetti: Buon Natale[175] - (Acqua di Natale, 2011) nello stesso brano anche: Claudio Baglioni, Lucio Dalla, Enrico Ruggeri, Roberto Vecchioni
- Con Enzo Jannacci: E l'era tardi - (Mina quasi Jannacci, 1977)
- Con Eugenio Quaini: Si, l'amore - (Lochness, 1993)
- Con Fabrizio De André: La canzone di Marinella - (In duo, 2003)
- Con Fausto Leali:
  - Via di qua - (Sì, buana, 1986)
  - A chi mi dice[175] - (Non solo Leali, 2016)
- Con Lele Cerri: You Make Me Feel Brand New - (Rane supreme, 1987)
- Con Filippo Trojani: Per te che mi hai chiesto una canzone - (Pappa di latte, 1995)
- Con Fiorello: Baby, It's Cold Outside - (Christmas Song Book, 2013)
- Con Francesco Donadelli: Buonasera dottore - (Sì, buana, 1986)
- Con Giorgia: Poche parole - (Caramella, 2010)
- Con Giorgio Gaber: Pieni di sonno - (Mina & Gaber: un'ora con loro, 1965)
- Con Ivano Fossati: 
  - Notturno delle tre - (Veleno, 2002)
  - L'infinito di stelle + Farfalle + Ladro + Come volano le nuvole + La guerra fredda + Luna diamante + Tex-Mex + Amore della domenica + Meraviglioso è tutto qui + L'uomo perfetto + Niente meglio di noi due - (Mina Fossati, 2019)
- Con Javier Zanetti: Parole parole - (Todavía, 2007)
- Con John H. Adams: Sweet Transvestite - (Italiana, 1982)
- Con Joan Manuel Serrat: Sin piedad - (Todavía, 2007)
- Con Le Voci Atroci: Suona ancora - (Leggera, 1997)
- Con Lelio Luttazzi: Chi mai sei tu (L'unica donna)[175] - (Signori... Mina! vol. 3) - (Per amore - Omaggio a Lelio Luttazzi, 2006)
- Con Lucio Dalla:
  - Amore Disperato - (Caramella, 2010)
  - Buon Natale[175] - (Acqua di Natale, 2011) nello stesso brano anche: Enzo Iacchetti, Claudio Baglioni, Enrico Ruggeri, Roberto Vecchioni
- Con Manuel Agnelli e Afterhours: Adesso è facile - (Facile, 2009)
- Con Massimiliano Pani:
  - Come stai - (Sorelle Lumière, 1992)
  - If I Fell - (Pappa di latte, 1995)
- Con Massimo Lopez: Noi - (Canarino mannaro, 1994)
- Con Mick Hucknall (Simply Red): Someday in My Life - (Leggera, 1997)
- Con Miguel Bosé: Agua y sal (Acqua e sale) (Todavía, 2007)
- Con Mondo Marcio:
  - Intero Album[175] - (Nella bocca della tigre, 2014)
  - Angeli e demoni[175] - (Uomo!, 2019)
- Con Mónica Naranjo: El se encuentra entre tú y yo[175] - (Minage, 2000)
- Con New Trolls:
  - Una Canzone + Uh Uh - (Salomè, 1981)
  - C'Est Une Chanson (Una Canzone) - (Je suis Mina, 2011)
- Con Niccolò Fabi: : Parole parole[175] - (CD Singolo allegato al DVD Parole di Lulù, 2010)
- Con Ornella Vanoni: Amiche Mai[175] - (Più di me, 2008)
- Con Paolo Conte: A minestrina - (Maeba, 2018)
- Con Piero Pelù: Stay with me (Stay) - (Olio, 1999)
- Con Pino Daniele: Napule è[175] - (Boogie Boogie Man, 2010)
- Con Renato Zero:
  - Neri + Profumi, Balocchi E Maritozzi - (Mina Nº 0, 1999)
  - Tutti gli zeri del mondo[175] - (Tutti gli zeri del mondo, 2000)
- Con Riccardo Cocciante:
  - Amore - (Canarino mannaro, 1994)
  - Amore (versione in spagnolo) - (Riassunti d'amore - Mina straniera, 2009)
  - Bella senz'anima - (Sì, buana, 1986)
  - Questione di feeling - (Finalmente ho conosciuto il conte Dracula..., 1985)
- Con Roberto Costa: Ancora un po'  - (Sorelle Lumière, 1992)
- Con Roberto Vecchioni:
  - Luci a San Siro[175] - (I colori del buio, 2010)
  - Buon Natale[175] - (Acqua di Natale, 2011) nello stesso brano anche: Enzo Iacchetti, Claudio Baglioni, Lucio Dalla, Enrico Ruggeri
- Con Seal: You get me  - (Caramella, 2010)
- Con Simon Luca: Tra Napoli e un bicchiere  - (Kyrie, 1980)
- Con Tiziano Ferro: Cuestión de feeling (Questione di feeling) - (Todavía, 2007)
- Con Toots Thielemans: Una lunga storia d'amore + Il plaid  - (Uiallalla, 1989)

### Duetti televisivi
Alcuni duetti sono stati incisi su CD. Dopo i riferimenti dello spettacolo, è indicato il disco di riferimento.
- Con Adriano Celentano:
  - Medley: E se domani + Ciao ragazzi + Un anno d'amore + Il problema più importante (Studio Uno, 1965)
  - What'd I Say (Studio Uno, 1965) - Signori... Mina! vol. 3 (1993)
- Con Adriano Celentano e Alberto Lupo: Parole parole (Teatro 10, 6 maggio 1972) - I duetti di Teatro 10 (1997)
- Con Alberto Lupo: Parole parole (Teatro 10, sigla finale 1972)
- Con Alberto Rabagliati: Il primo pensiero - Quando canta Rabagliati - Ba, ba, baciami piccina (Milleluci, 16 marzo 1974)
- Con Alberto Sordi: Breve amore (You never told me) (Studio Uno, 25 giugno 1966)
- Con Armando Trovajoli: Sette uomini d'oro (Sabato sera, 1º aprile 1967) - Signori... Mina! vol. 4 (1993)
- Con Astor Piazzolla: Balada para mi muerte (Teatro 10, 13 maggio 1972) - Signori... Mina! vol. 3 (1993)
- Con Caterina Valente: Da-da-un-pa (Studio Uno, 16 dicembre 1961)
- Con Franco Cerri: Corcovado (Sabato sera, 8 aprile 1967) - Signori... Mina! vol. 2 (1993)
- Con Fred Bongusto: Medley: Quando Mi Dici Così + Frida + Sei tu, sei tu + Doce doce + Spaghetti... a Detroit (Teatro 10) 1972) - Signori... Mina! vol. 1 (1993)
- Con Giancarlo Giannini: La duchessa del Bal Tabarin (Sabato sera, 5ª puntata 1967)
- Con Gianni Morandi: Medley: Reggio Emilia + Meglio Sarebbe + L'Uva Fogarina + Come Porti I Capelli Bella Bionda (Teatro 10, 11 marzo 1972) - Signori... Mina! vol. 4 (1993)
- Con Giorgio Gaber: 
  - Medley: Sacumdì sacumdà + La canzone di Marinella + Barbera e champagne + Le strade di notte + Quand'ero piccola + Il cielo in una stanza + Le nostre serate + Goganga (E noi qui, 3 ottobre 1970)
  - Medley: Io mi chiamo G + Porta romana + La ballata del Cerutti + Trani a go-go + Barbera e champagne + Il Riccardo (Teatro 10, 1º aprile 1972) - Signori... Mina! vol. 3 (1993)
- Con Johnny Dorelli:
  - Per chi (I can't live) + Medley: Che Gelida Manina + Mi Chiamano Mimì (Teatro 10 1972) - I duetti di Teatro 10 (1997)
  - Tonight (Johnny Sera, 1966) - Signori... Mina! vol. 2 (1993)
- Con Johnny Dorelli e Renato Carosone: Medley: Scapricciatiello + Pigliate 'na pasticca + Pasqualino Marajà + 'Na voce e 'na chitarra
- Con Lelio Luttazzi: Chi mai sei tu (L'unica donna) (Studio Uno, 1965) - Signori... Mina! vol. 3 (1993)
- Con Luciano Salce: O vagabundo (Sabato sera, 6ª puntata 1967)
- Con Lucio Battisti: Medley: Insieme + Mi ritorni in mente + Il tempo di morire + E penso a te + Io e te da soli + Eppur mi son scordato di te + Emozioni (Teatro 10, 23 aprile 1972) - Signori... Mina! vol. 1 (1993)
- Con Marcello Mastroianni: Medley: Mia + Pinocchio + Se piangi, se ridi (Studio Uno, 6ª puntata 1965)
- Con Milva: Motherless child + Non arrenderti mai, uomo (Keep Your Hand On The Plow) (Teatro 10, 18 marzo 1972) - Signori... Mina! vol. 1 (1993)
- Con Nilla Pizzi: Papaveri e papere (Milleluci, 16 marzo 1974)
- Con Nino Manfredi: Roma, nun fa la stupida stasera + E se domani (Studio Uno, 13 febbraio 1965) - Signori... Mina! vol. 3 (1993)
- Con Paolo Stoppa: Roma, nun fa la stupida stasera (Sabato sera, 9ª puntata 1967)
- Con Peppino De Filippo: Lariulà (Studio Uno, 9ª puntata 1965) - Signori... Mina! vol. 2 (1993)
- Con Peter Kraus: 
  - Medley: Marina + Va Bene + Pigalle + Romantica + La Paloma + Tintarella di luna + Da Sprach Der Alte Häuptling + Nel blu dipinto di blu + Schwarze Rose, Rosemarie + Piove (Programma TV Austria, 1960) - Herzlichst Ihr Peter Kraus (2013)
  - Laben sie vom Italienischen fernsehen (Programma TV Austria, 1962)
- Con Pippo Baudo, Mike Bongiorno, Corrado, e Enzo Tortora: Quando dico che ti amo (Sabato Sera 10ª puntata 1967)
- Con il Quartetto Cetra: Medley: (Studio Uno, 8ª puntata 1961), Ricetta di una torta (Jolly, 1971)[176]
- Con Raffaella Carrà e Gemelle Kessler: So quel che sempre piacerà (Milleluci, 6 aprile 1974)
- Con Raffaella Carrà e Gorni Kramer: Crapa pelada (Milleluci, 16 marzo 1974)
- Con Raffaella Carrà e Jula de Palma: Tuli tuli pan (Milleluci, 16 marzo 1974)
- Con Raffaella Carrà, Jula de Palma, Quartetto Cetra ed Ernesto Bonino: Un bacio a mezzanotte (Milleluci, 16 marzo 1974)
- Con Raffaella Carrà e Macario: Tirami la gamba (Milleluci, 30 marzo 1974)
- Con Rita Pavone: Medley: Amore twist + Il cielo in una stanza + Che m'importa del mondo + Una zebra a pois + La partita di pallone + Moliendo cafè + Come te non c'è nessuno + Città vuota + Pel di carota + Due note + Stasera con te + Ciao Ciao (Downtown) (Stasera, Rita!, 20 novembre 1965) - Signori... Mina! vol. 4 (1993)
- Con Toots Thielemans: Non Gioco Più (Milleluci, sigla finale 1974)
- Con Totò: Baciami (Studio Uno, 27 febbraio 1965)
- Con Ugo Tognazzi: Bewitched (Studio Uno, 7ª puntata 1965) - Signori... Mina! vol. 2 (1993)
- Con Vittorio De Sica: Amarsi quando piove (Studio Uno, 12ª puntata 1965)
- Con Vittorio Gasman: Non parliamoci (Studio Uno, 20 febbraio 1965)
- Con Wilma De Angelis: Nessuno (Canzonissima (21 ottobre 1959)
- Con Walter Chiari e Paolo Panelli:
  - Centocinquanta milioni per te (Canzonissima Pre-Sigla finale 1968)
  - Zum zum zum (Canzonissima 19 ottobre 1968)

## Riconoscimenti ed eredità culturale

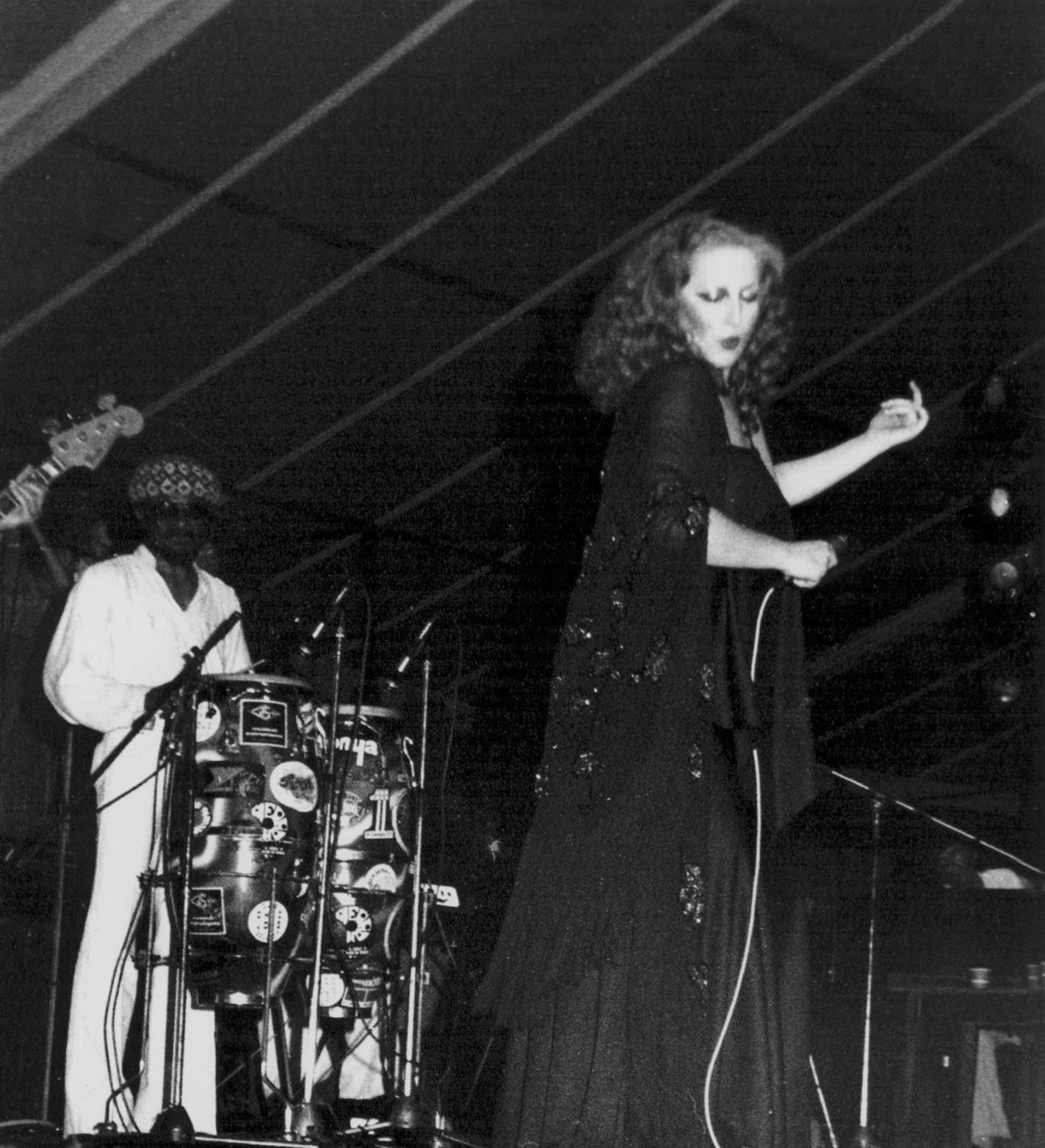
Mina e George Aghedo nel 1978

È l'interprete più presente in assoluto nelle classifiche di vendita italiane. Da quando, alla fine del 1978, ha scelto di non far apparire più in pubblico la sua immagine, il suo percorso professionale prosegue quasi esclusivamente attraverso il manifestarsi della sua voce. L'artista continua infatti a incidere dischi con cadenza annuale, a condurre programmi radiofonici, a collaborare con alcune riviste e quotidiani in qualità di opinionista e a prestare la sua voce in alcuni spot pubblicitari.
Solo nel 2001 si è fatta eccezionalmente riprendere nel suo studio di registrazione di Lugano (GSU), permettendo al pubblico di tornare a vederla fisicamente dopo più di vent'anni e di assistere alla nascita di un suo disco. Il filmato, diffuso in streaming, ha registrato un record di contatti, con oltre 50 milioni di connessioni. Nello stesso anno è stata insignita dell'onorificenza di Grande ufficiale al merito della Repubblica dal presidente Carlo Azeglio Ciampi.
Nel corso della sua lunga carriera ha inciso più di 1 500 brani e venduto oltre 150 milioni di dischi fino al 2010. Dagli esordi nel 1958, il 2004 e il 2008 sono stati gli unici anni in cui Mina non ha pubblicato nessun nuovo brano. Il suo album finora più venduto è stato Mina Celentano con 2 000 000 copie, cantato appunto in duo con il "Molleggiato". A seguire, la raccolta Del mio meglio (1970), che ha superato il milione di copie. Gli album di inediti più venduti sono stati Frutta e verdura (1973), Attila (1979), il primo doppio album pubblicato dopo il suo ritiro dalle scene, che vede il debutto del figlio Massimiliano, allora sedicenne, e Cremona (1996).
Molti suoi pezzi si collocano all'interno della classifica all time dei brani più venduti in Italia, stilata dal sito Hitparadeitalia.it. In particolare E poi, Grande grande grande e Il cielo in una stanza, occupano rispettivamente la quinta, la sesta e la decima posizione.
Mina ha cantato in italiano, siciliano, napoletano, genovese, spagnolo, inglese, tedesco, francese, portoghese, catalano, turco, giapponese e cremonese (Mina in the world, 2000).
Nonostante i vari musicarelli interpretati a inizio carriera, Mina non ha mai voluto abbracciare seriamente la carriera cinematografica, sebbene non le siano mancate proposte di indubbio valore: le più note sono certamente quelle di Federico Fellini per i film Satyricon  e Il viaggio di G. Mastorna, che non fu mai realizzato proprio per il rifiuto della stessa cantante, e quella di Francis Ford Coppola per Il padrino, nel ruolo della protagonista femminile, che venne poi affidato a Diane Keaton.
A Forlì, il prof. Franco Ghetti ha costruito negli anni una casa museo interamente dedicata a Mina.

## Premi, candidature e onorificenze
1958
- Partecipazione e 2º posto nel concorso musicale Sei giorni della canzone con il brano Proteggimi

1959
- Partecipazione alla gara di Canzonissima con i brani Nessuno e Tua
- Premio Juke Box d'oro"[51]
- Premio Microfono d'oro[52]

1960
- Partecipazione al Festival di Sanremo con i brani Non sei felice ed È vero (7º posto)
- Partecipazione alla gara di Canzonissima con i brani Tintarella di luna (che si aggiudica la finale), Il cielo in una stanza, Folle banderuola, È vero, Na sera 'e maggio (che si aggiudica la finale), O Sarracino, Ma l'amore no, Violino tzigan e Due note

1961
- Partecipazione al Festival di Sanremo con i brani Io amo tu ami (4º posto) e Le mille bolle blu (5º posto)

1963
- Partecipazione alla gara di Canzonissima con i brani Il cielo in una stanza (che si aggiudica la finale), Stringimi forte i polsi

1964
- Premio Migliore artista internazionale, assegnatole in Giappone
- Premio della critica musicale specializzata nella categoria Migliore album dell'anno per l'album Mina
- Premio della critica musicale specializzata Oscar del disco '64 per l'album Mina

1965
- Partecipazione e candidatura alla Mostra Internazionale di Musica Leggera con il brano L'ultima occasione

1966
- Partecipazione e candidatura alla Mostra Internazionale di Musica Leggera con il brano Ta-ra-ta-ta
- Premio Gondola d'oro per le vendite alla Mostra Internazionale di Musica Leggera

1968
- Partecipazione e candidatura alla Mostra Internazionale di Musica Leggera con il brano Un colpo al cuore

1969
- Partecipazione alla manifestazione Un disco per l'Europa con il brano "Non Credere"

1987
- Targa Tenco categoria Interprete dell'anno con l'album Rane supreme

Copertina del disco Mina Celentano, che, con 2.000.000 di copie, è l'album più venduto in assoluto della cantante (anche se di fatto è accreditato ad entrambi gli interpreti, Mina e Adriano Celentano)

2001

### Primati
- Con oltre 150 milioni di dischi venduti è, a pari merito con Adriano Celentano, l'artista italiano dal maggior successo commerciale, e in assoluto l'artista femminile italiana con maggiori vendite.[180]
- L'evento web, in diretta sul portale Wind, che l'ha mostrata dal vivo in sala di registrazione, ha registrato oltre 20 milioni di contatti, risultando uno dei più seguiti di tutti i tempi in Italia.[130]
- È l'artista, ad oggi, più presente nelle classifiche italiane, con un totale, tra album e singoli, di 24 numero uno, 61 top-3, 86 top-5, 114 top-10 e 130 top-20, per un totale di 79 album e 62 singoli entrati in classifica.

#### Primati degli album in Italia
Nella tabella sono riportati il numero di album che hanno ottenuto il primo posto, o le prime tre, cinque, dieci, venti, trenta e cento posizioni nella classifiche settimanale, annuale e generale italiana. Nessun altro artista italiano, ad oggi, ha ottenuto questi risultati.
| Classifica settimanale | Classifica settimanale | Classifica settimanale | Classifica settimanale | Classifica settimanale | Classifica settimanale | Classifica annuale | Classifica annuale | Classifica annuale | Classifica annuale | Classifica annuale | Classifica annuale | Classifica generale | Classifica generale | Classifica generale | Classifica generale | Classifica generale | Classifica generale |
| N° 1                   | Top 3                  | Top 5                  | Top 10                 | Top 20                 | Top 30                 | N° 1               | Top 3              | Top 5              | Top 10             | Top 20             | Top 100            | N° 1                | Top 3               | Top 5               | Top 10              | Top 20              | Top 100             |
| ---------------------- | ---------------------- | ---------------------- | ---------------------- | ---------------------- | ---------------------- | ------------------ | ------------------ | ------------------ | ------------------ | ------------------ | ------------------ | ------------------- | ------------------- | ------------------- | ------------------- | ------------------- | ------------------- |
| 15                     | 34                     | 52                     | 62                     | 64                     | 67                     | 4                  | 7                  | 10                 | 20                 | 36                 | 72                 | 16                  | 37                  | 56                  | 70                  | 74                  | 79                  |

#### Primati dei singoli in Italia
Nella tabella sono riportati il numero di singoli che hanno ottenuto il primo posto, o le prime tre, cinque, dieci, venti, trenta e quaranta posizioni nella classifiche settimanale, annuale e generale italiana. Nessun altro artista italiano, ad oggi, ha ottenuto questi risultati.
| Classifica settimanale | Classifica settimanale | Classifica settimanale | Classifica settimanale | Classifica settimanale | Classifica settimanale | Classifica annuale | Classifica annuale | Classifica annuale | Classifica annuale | Classifica annuale | Classifica annuale | Classifica generale | Classifica generale | Classifica generale | Classifica generale | Classifica generale | Classifica generale |
| N° 1                   | Top 3                  | Top 5                  | Top 10                 | Top 20                 | Top 30                 | N° 1               | Top 3              | Top 5              | Top 10             | Top 20             | Top 30             | N° 1                | Top 3               | Top 5               | Top 10              | Top 20              | Top 40              |
| ---------------------- | ---------------------- | ---------------------- | ---------------------- | ---------------------- | ---------------------- | ------------------ | ------------------ | ------------------ | ------------------ | ------------------ | ------------------ | ------------------- | ------------------- | ------------------- | ------------------- | ------------------- | ------------------- |
| 8                      | 24                     | 30                     | 44                     | 56                     | 59                     | 1                  | 7                  | 8                  | 10                 | 16                 | 25                 | 8                   | 24                  | 30                  | 44                  | 56                  | 62                  |

## Documentari biografici
- 2001 - Mina in studio 2001
- 2003 - Mina alla Bussola live '72
- 2003 - Mina nei caroselli Barilla
- 2008 - Gli anni Rai (cofanetto, 10 DVD)
- 2013 - InDVDbile
- 2014 - I miei preferiti (Gli anni Rai) (DVD e CD)

## Programmi televisivi
- Sentimentale, varietà di Dino Verde, Marcello Ciorciolini e Aldo Nicolaj, con Mina e Nicola Arigliano, presentato da Riccardo Garrone e Cristina Gajoni, orchestra L. Luttazzi regia di Anton Giulio Majano, giugno 1960
- Studio Uno (Programma Nazionale, 1961-1962, 1965, 1966)
- Alla ribalta: Speciale Mina (Programma Nazionale, 1964)
- Sabato sera (Programma Nazionale, 1967)
- Senza rete (Programma Nazionale, 1968, 1969, 1970)
- Canzonissima (Programma Nazionale, 1968-1969)
- Teatro 10 (Programma Nazionale, 1972)
- Milleluci (Programma Nazionale, 1974)

## Programmi radiofonici Rai
- Canzonissime dell'altro ieri, presentate da Wilma De Angelis, orchestra di Angelo Giacomazzi, con Nicola Arigliano, Mina e Johnny Dorelli, 17 febbraio 1960
- Gran Gala, panorama di varietà presentato da Mina, con l'orchestra di Marcello De Martino regia di Riccardo Mantoni (1960)
- Pomeriggio con Mina, programma della domenica dedicato alla musica presentato da Mina, a cura di Giorgio Calabrese (1967)
- Incontri musicali del mio tipo, testi di Nino Romano (anni 70)[187][188]
- Gran Varietà, ospite fissa (1974-1976-1978)

## Filmografia

### Cinema
- Juke box - Urli d'amore, regia di Mauro Morassi (1959)
- I Teddy boys della canzone, regia di Domenico Paolella (1960)
- Sanremo - La grande sfida, regia di Pietro Vivarelli (1960)
- Appuntamento a Ischia, regia di Mario Mattoli (1960)
- Madri pericolose, regia di Domenico Paolella (1960)
- Urlatori alla sbarra, regia di Lucio Fulci (1960)
- Mina... fuori la guardia, regia di Armando W. Tamburella (1961)
- Io bacio... tu baci, regia di Piero Vivarelli (1961)
- Universo di notte (1962)
- Das haben die Mädchen gern, regia di Kurt Nachmann (1963) (Film Austriaco; Mina vi appare mentre canta "Fiesta Brasiliana")
- Appuntamento in Riviera, regia di Mario Mattoli (1962)
- Canzoni nel mondo, regia di Vittorio Sala (1963)
- Per amore... per magia..., regia di Duccio Tessari (1967)

### Televisione
- Silvester Show – special TV (1964)
- Tutto Totò – serie TV, episodio 1x09 (1967)
- Non cantare, spara, regia di Daniele D'Anza – miniserie TV (1968)

#### Carosello
Mina partecipò a numerose serie della rubrica pubblicitaria televisiva Carosello:
- nel 1959, con Silvio Noto, Giovanni D'Anzi e le nuove voci, pubblicizzò i frigoriferi Atlantic Electric;
- nel 1961 la birra per l'Industria Italiana della Birra; il grissino Kim per la Pasta Combattenti;
- nel 1962, con Franco Giacobini, Jacques Stany e Angelo Simula, ancora la birra per l'Industria Italiana della Birra;
- nel 1963 sempre la birra per l'Industria Italiana della Birra;
- dal 1965 al 1970, con Bruno Canfora e Renzo Arbore, la pasta Barilla;
- dal 1973 al 1976 la cedrata Tassoni.

### Videoclip
- 1996 - Volami nel cuore
- 1998 - Che t'aggia dì
- 2007 - Alibi
- 2009 - Adesso è facile
- 2011 - Questa canzone

## Doppiatrici
- Luisella Visconti in: Urlatori alla sbarra, Mina... fuori la guardia, Io bacio, tu baci, Appuntamento in Riviera (in tutti i casi è doppiata solo nei dialoghi, mentre nelle parti di canto utilizza la propria voce)

## Galleria d'immagini

Il padre di Mina, Giacomo Mazzini, al vibrafono
Mina e la madre Regina Zoni
Mina a Forte dei Marmi, con il fratello Alfredo (1961)
Mina vocalizza con gli Happy Boys
Mina (alla batteria) con I Solitari
Mina a Rivarolo del Re, il 23 settembre 1958
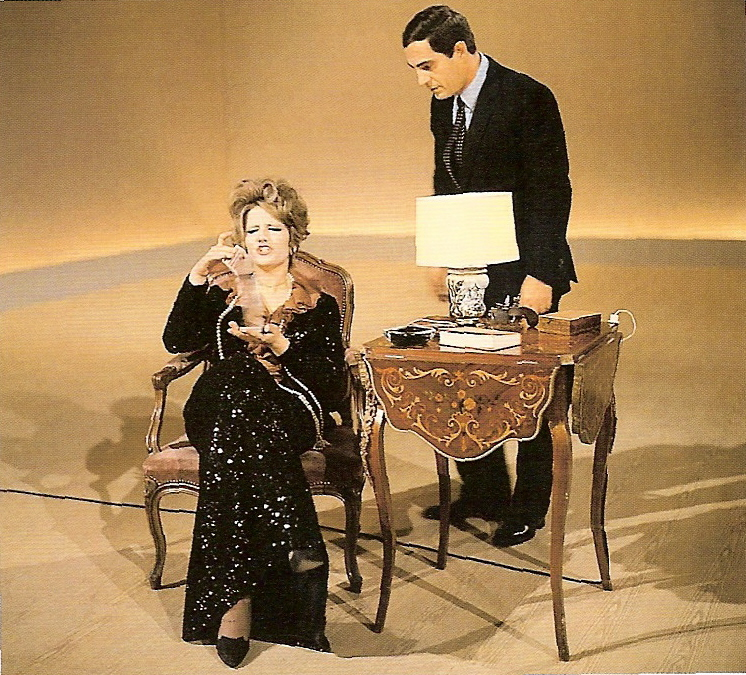
Mina e Nino Manfredi a Studio Uno nel 1965
Mina e Totò a Studio Uno
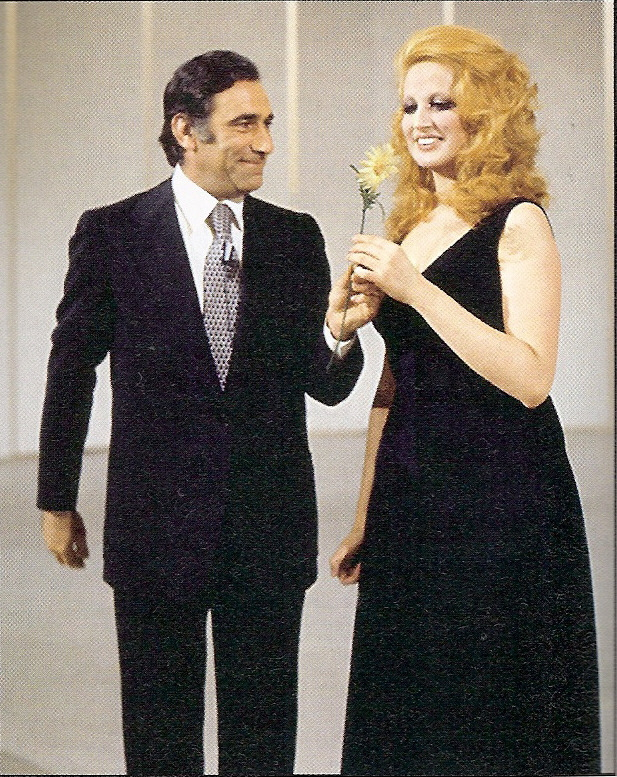
Mina e Alberto Lupo a Teatro 10 nel 1972
Bruno De Filippi, compositore di Tintarella di luna e collaboratore di Mina in studio e in tour
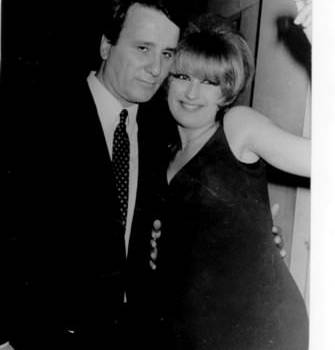
Mina e Sergio Bernardini negli anni sessanta
Massimo Verardi, chitarrista che ha seguito Mina in molte occasioni, in studio e live